# فهرست سیارک‌ها (۱۱۵۰۰۱–۱۱۶۰۰۱)
فهرست سیارک‌ها (۱۱۵۰۰۱ - ۱۱۶۰۰۱) فهرست سیارک‌ها از ۱۱۵۰۰۱ تا ۱۱۶۰۰۱ است.
| نام    | نام انگلیسی  | تاریخ کشف       |
| ------ | ------------ | --------------- |
| ۱۱۵۰۰۱ | 2003 QF75    | ۲۴ اوت ۲۰۰۳     |
| ۱۱۵۰۰۲ | 2003 QG75    | ۲۴ اوت ۲۰۰۳     |
| ۱۱۵۰۰۳ | 2003 QL75    | ۲۴ اوت ۲۰۰۳     |
| ۱۱۵۰۰۴ | 2003 QU76    | ۲۴ اوت ۲۰۰۳     |
| ۱۱۵۰۰۵ | 2003 QW77    | ۲۴ اوت ۲۰۰۳     |
| ۱۱۵۰۰۶ | 2003 QX77    | ۲۴ اوت ۲۰۰۳     |
| ۱۱۵۰۰۷ | 2003 QZ77    | ۲۴ اوت ۲۰۰۳     |
| ۱۱۵۰۰۸ | 2003 QC78    | ۲۴ اوت ۲۰۰۳     |
| ۱۱۵۰۰۹ | 2003 QF78    | ۲۴ اوت ۲۰۰۳     |
| ۱۱۵۰۱۰ | 2003 QS78    | ۲۴ اوت ۲۰۰۳     |
| ۱۱۵۰۱۱ | 2003 QY78    | ۲۴ اوت ۲۰۰۳     |
| ۱۱۵۰۱۲ | 2003 QF79    | ۲۴ اوت ۲۰۰۳     |
| ۱۱۵۰۱۳ | 2003 QG79    | ۲۴ اوت ۲۰۰۳     |
| ۱۱۵۰۱۴ | 2003 QL79    | ۲۵ اوت ۲۰۰۳     |
| ۱۱۵۰۱۵ | 2003 QX84    | ۲۴ اوت ۲۰۰۳     |
| ۱۱۵۰۱۶ | 2003 QQ87    | ۲۵ اوت ۲۰۰۳     |
| ۱۱۵۰۱۷ | 2003 QU88    | ۲۵ اوت ۲۰۰۳     |
| ۱۱۵۰۱۸ | 2003 QJ89    | ۲۶ اوت ۲۰۰۳     |
| ۱۱۵۰۱۹ | 2003 QS89    | ۲۸ اوت ۲۰۰۳     |
| ۱۱۵۰۲۰ | 2003 QQ90    | ۲۸ اوت ۲۰۰۳     |
| ۱۱۵۰۲۱ | 2003 QD92    | ۲۸ اوت ۲۰۰۳     |
| ۱۱۵۰۲۲ | 2003 QK93    | ۲۸ اوت ۲۰۰۳     |
| ۱۱۵۰۲۳ | 2003 QX94    | ۲۹ اوت ۲۰۰۳     |
| ۱۱۵۰۲۴ | 2003 QP98    | ۳۰ اوت ۲۰۰۳     |
| ۱۱۵۰۲۵ | 2003 QC100   | ۲۸ اوت ۲۰۰۳     |
| ۱۱۵۰۲۶ | 2003 QG101   | ۲۸ اوت ۲۰۰۳     |
| ۱۱۵۰۲۷ | 2003 QV101   | ۲۹ اوت ۲۰۰۳     |
| ۱۱۵۰۲۸ | 2003 QY102   | ۳۱ اوت ۲۰۰۳     |
| ۱۱۵۰۲۹ | 2003 QZ102   | ۳۱ اوت ۲۰۰۳     |
| ۱۱۵۰۳۰ | 2003 QS103   | ۳۱ اوت ۲۰۰۳     |
| ۱۱۵۰۳۱ | 2003 QN104   | ۲۸ اوت ۲۰۰۳     |
| ۱۱۵۰۳۲ | 2003 QX104   | ۲۹ اوت ۲۰۰۳     |
| ۱۱۵۰۳۳ | 2003 QC105   | ۳۱ اوت ۲۰۰۳     |
| ۱۱۵۰۳۴ | 2003 QH105   | ۳۱ اوت ۲۰۰۳     |
| ۱۱۵۰۳۵ | 2003 QU106   | ۳۰ اوت ۲۰۰۳     |
| ۱۱۵۰۳۶ | 2003 QZ106   | ۳۰ اوت ۲۰۰۳     |
| ۱۱۵۰۳۷ | 2003 QJ108   | ۳۱ اوت ۲۰۰۳     |
| ۱۱۵۰۳۸ | 2003 QK108   | ۳۱ اوت ۲۰۰۳     |
| ۱۱۵۰۳۹ | 2003 QB109   | ۳۱ اوت ۲۰۰۳     |
| ۱۱۵۰۴۰ | 2003 QY110   | ۳۱ اوت ۲۰۰۳     |
| ۱۱۵۰۴۱ | 2003 QA111   | ۳۱ اوت ۲۰۰۳     |
| ۱۱۵۰۴۲ | 2003 QT112   | ۲۰ اوت ۲۰۰۳     |
| ۱۱۵۰۴۲ | 2003 RH      | ۱ سپتامبر ۲۰۰۳  |
| ۱۱۵۰۴۲ | 2003 RQ      | ۲ سپتامبر ۲۰۰۳  |
| ۱۱۵۰۴۵ | 2003 RB1     | ۱ سپتامبر ۲۰۰۳  |
| ۱۱۵۰۴۶ | 2003 RV3     | ۱ سپتامبر ۲۰۰۳  |
| ۱۱۵۰۴۷ | 2003 RH4     | ۲ سپتامبر ۲۰۰۳  |
| ۱۱۵۰۴۸ | 2003 RU4     | ۳ سپتامبر ۲۰۰۳  |
| ۱۱۵۰۴۹ | 2003 RY4     | ۳ سپتامبر ۲۰۰۳  |
| ۱۱۵۰۵۰ | 2003 RS5     | ۳ سپتامبر ۲۰۰۳  |
| ۱۱۵۰۵۱ | 2003 RC6     | ۴ سپتامبر ۲۰۰۳  |
| ۱۱۵۰۵۲ | 2003 RD6     | ۵ سپتامبر ۲۰۰۳  |
| ۱۱۵۰۵۳ | 2003 RP6     | ۱ سپتامبر ۲۰۰۳  |
| ۱۱۵۰۵۴ | 2003 RR6     | ۱ سپتامبر ۲۰۰۳  |
| ۱۱۵۰۵۵ | 2003 RU6     | ۳ سپتامبر ۲۰۰۳  |
| ۱۱۵۰۵۶ | 2003 RZ6     | ۴ سپتامبر ۲۰۰۳  |
| ۱۱۵۰۵۷ | 2003 RC7     | ۴ سپتامبر ۲۰۰۳  |
| ۱۱۵۰۵۸ | Tassantal    | ۴ سپتامبر ۲۰۰۳  |
| ۱۱۵۰۵۹ | 2003 RJ8     | ۵ سپتامبر ۲۰۰۳  |
| ۱۱۵۰۶۰ | 2003 RD12    | ۱۳ سپتامبر ۲۰۰۳ |
| ۱۱۵۰۶۱ | 2003 RG13    | ۱۴ سپتامبر ۲۰۰۳ |
| ۱۱۵۰۶۲ | 2003 RT14    | ۱۳ سپتامبر ۲۰۰۳ |
| ۱۱۵۰۶۳ | 2003 RU14    | ۱۴ سپتامبر ۲۰۰۳ |
| ۱۱۵۰۶۴ | 2003 RZ14    | ۱۴ سپتامبر ۲۰۰۳ |
| ۱۱۵۰۶۵ | 2003 RN18    | ۱۵ سپتامبر ۲۰۰۳ |
| ۱۱۵۰۶۶ | 2003 RH19    | ۱۵ سپتامبر ۲۰۰۳ |
| ۱۱۵۰۶۷ | 2003 RQ19    | ۱۵ سپتامبر ۲۰۰۳ |
| ۱۱۵۰۶۸ | 2003 RY20    | ۱۵ سپتامبر ۲۰۰۳ |
| ۱۱۵۰۶۹ | 2003 RE21    | ۱۵ سپتامبر ۲۰۰۳ |
| ۱۱۵۰۷۰ | 2003 RT21    | ۱۳ سپتامبر ۲۰۰۳ |
| ۱۱۵۰۷۱ | 2003 RG22    | ۱۵ سپتامبر ۲۰۰۳ |
| ۱۱۵۰۷۲ | 2003 RO22    | ۱۵ سپتامبر ۲۰۰۳ |
| ۱۱۵۰۷۳ | 2003 RO23    | ۱۴ سپتامبر ۲۰۰۳ |
| ۱۱۵۰۷۴ | 2003 RW23    | ۱۴ سپتامبر ۲۰۰۳ |
| ۱۱۵۰۷۵ | 2003 RA24    | ۱۴ سپتامبر ۲۰۰۳ |
| ۱۱۵۰۷۶ | 2003 RD24    | ۱۵ سپتامبر ۲۰۰۳ |
| ۱۱۵۰۷۷ | 2003 RL25    | ۱۵ سپتامبر ۲۰۰۳ |
| ۱۱۵۰۷۸ | 2003 RJ26    | ۳ سپتامبر ۲۰۰۳  |
| ۱۱۵۰۷۹ | 2003 SA3     | ۱۶ سپتامبر ۲۰۰۳ |
| ۱۱۵۰۸۰ | 2003 SH3     | ۱۶ سپتامبر ۲۰۰۳ |
| ۱۱۵۰۸۱ | 2003 SQ3     | ۱۶ سپتامبر ۲۰۰۳ |
| ۱۱۵۰۸۲ | 2003 SP6     | ۱۷ سپتامبر ۲۰۰۳ |
| ۱۱۵۰۸۳ | 2003 SZ7     | ۱۶ سپتامبر ۲۰۰۳ |
| ۱۱۵۰۸۴ | 2003 SM9     | ۱۷ سپتامبر ۲۰۰۳ |
| ۱۱۵۰۸۵ | 2003 SK11    | ۱۶ سپتامبر ۲۰۰۳ |
| ۱۱۵۰۸۶ | 2003 SP11    | ۱۶ سپتامبر ۲۰۰۳ |
| ۱۱۵۰۸۷ | 2003 SP13    | ۱۶ سپتامبر ۲۰۰۳ |
| ۱۱۵۰۸۸ | 2003 SU13    | ۱۶ سپتامبر ۲۰۰۳ |
| ۱۱۵۰۸۹ | 2003 SF14    | ۱۷ سپتامبر ۲۰۰۳ |
| ۱۱۵۰۹۰ | 2003 SM14    | ۱۷ سپتامبر ۲۰۰۳ |
| ۱۱۵۰۹۱ | 2003 SB15    | ۱۷ سپتامبر ۲۰۰۳ |
| ۱۱۵۰۹۲ | 2003 SH15    | ۱۶ سپتامبر ۲۰۰۳ |
| ۱۱۵۰۹۳ | 2003 SQ16    | ۱۷ سپتامبر ۲۰۰۳ |
| ۱۱۵۰۹۴ | 2003 SZ16    | ۱۷ سپتامبر ۲۰۰۳ |
| ۱۱۵۰۹۵ | 2003 SB17    | ۱۷ سپتامبر ۲۰۰۳ |
| ۱۱۵۰۹۶ | 2003 SW17    | ۱۷ سپتامبر ۲۰۰۳ |
| ۱۱۵۰۹۷ | 2003 SK18    | ۱۶ سپتامبر ۲۰۰۳ |
| ۱۱۵۰۹۸ | 2003 SN18    | ۱۶ سپتامبر ۲۰۰۳ |
| ۱۱۵۰۹۹ | 2003 SA22    | ۱۶ سپتامبر ۲۰۰۳ |
| ۱۱۵۱۰۰ | 2003 SY22    | ۱۶ سپتامبر ۲۰۰۳ |
| ۱۱۵۱۰۱ | 2003 SD23    | ۱۶ سپتامبر ۲۰۰۳ |
| ۱۱۵۱۰۲ | 2003 SP24    | ۱۷ سپتامبر ۲۰۰۳ |
| ۱۱۵۱۰۳ | 2003 SK25    | ۱۷ سپتامبر ۲۰۰۳ |
| ۱۱۵۱۰۴ | 2003 SW25    | ۱۷ سپتامبر ۲۰۰۳ |
| ۱۱۵۱۰۵ | 2003 SQ26    | ۱۷ سپتامبر ۲۰۰۳ |
| ۱۱۵۱۰۶ | 2003 SF27    | ۱۸ سپتامبر ۲۰۰۳ |
| ۱۱۵۱۰۷ | 2003 ST30    | ۱۸ سپتامبر ۲۰۰۳ |
| ۱۱۵۱۰۸ | 2003 SA31    | ۱۸ سپتامبر ۲۰۰۳ |
| ۱۱۵۱۰۹ | 2003 SK32    | ۱۷ سپتامبر ۲۰۰۳ |
| ۱۱۵۱۱۰ | 2003 SR33    | ۱۸ سپتامبر ۲۰۰۳ |
| ۱۱۵۱۱۱ | 2003 ST35    | ۱۶ سپتامبر ۲۰۰۳ |
| ۱۱۵۱۱۲ | 2003 SQ37    | ۱۶ سپتامبر ۲۰۰۳ |
| ۱۱۵۱۱۳ | 2003 SN38    | ۱۶ سپتامبر ۲۰۰۳ |
| ۱۱۵۱۱۴ | 2003 SB39    | ۱۶ سپتامبر ۲۰۰۳ |
| ۱۱۵۱۱۵ | 2003 SX39    | ۱۶ سپتامبر ۲۰۰۳ |
| ۱۱۵۱۱۶ | 2003 SE40    | ۱۶ سپتامبر ۲۰۰۳ |
| ۱۱۵۱۱۷ | 2003 SQ41    | ۱۸ سپتامبر ۲۰۰۳ |
| ۱۱۵۱۱۸ | 2003 SB44    | ۱۶ سپتامبر ۲۰۰۳ |
| ۱۱۵۱۱۹ | 2003 SP44    | ۱۶ سپتامبر ۲۰۰۳ |
| ۱۱۵۱۲۰ | 2003 SV44    | ۱۶ سپتامبر ۲۰۰۳ |
| ۱۱۵۱۲۱ | 2003 SP46    | ۱۶ سپتامبر ۲۰۰۳ |
| ۱۱۵۱۲۲ | 2003 SQ46    | ۱۶ سپتامبر ۲۰۰۳ |
| ۱۱۵۱۲۳ | 2003 SR47    | ۱۸ سپتامبر ۲۰۰۳ |
| ۱۱۵۱۲۴ | 2003 ST47    | ۱۸ سپتامبر ۲۰۰۳ |
| ۱۱۵۱۲۵ | 2003 SA48    | ۱۸ سپتامبر ۲۰۰۳ |
| ۱۱۵۱۲۶ | 2003 SC49    | ۱۸ سپتامبر ۲۰۰۳ |
| ۱۱۵۱۲۷ | 2003 SJ49    | ۱۸ سپتامبر ۲۰۰۳ |
| ۱۱۵۱۲۸ | 2003 SC51    | ۱۸ سپتامبر ۲۰۰۳ |
| ۱۱۵۱۲۹ | 2003 SL52    | ۱۸ سپتامبر ۲۰۰۳ |
| ۱۱۵۱۳۰ | 2003 SV52    | ۱۹ سپتامبر ۲۰۰۳ |
| ۱۱۵۱۳۱ | 2003 SB53    | ۱۹ سپتامبر ۲۰۰۳ |
| ۱۱۵۱۳۲ | 2003 SM53    | ۱۶ سپتامبر ۲۰۰۳ |
| ۱۱۵۱۳۳ | 2003 SN53    | ۱۶ سپتامبر ۲۰۰۳ |
| ۱۱۵۱۳۴ | 2003 SW55    | ۱۶ سپتامبر ۲۰۰۳ |
| ۱۱۵۱۳۵ | 2003 SK57    | ۱۶ سپتامبر ۲۰۰۳ |
| ۱۱۵۱۳۶ | 2003 SN57    | ۱۶ سپتامبر ۲۰۰۳ |
| ۱۱۵۱۳۷ | 2003 SX57    | ۱۶ سپتامبر ۲۰۰۳ |
| ۱۱۵۱۳۸ | 2003 SE58    | ۱۷ سپتامبر ۲۰۰۳ |
| ۱۱۵۱۳۹ | 2003 SB59    | ۱۷ سپتامبر ۲۰۰۳ |
| ۱۱۵۱۴۰ | 2003 SE59    | ۱۷ سپتامبر ۲۰۰۳ |
| ۱۱۵۱۴۱ | 2003 SZ61    | ۱۷ سپتامبر ۲۰۰۳ |
| ۱۱۵۱۴۲ | 2003 SM64    | ۱۸ سپتامبر ۲۰۰۳ |
| ۱۱۵۱۴۳ | 2003 SO64    | ۱۸ سپتامبر ۲۰۰۳ |
| ۱۱۵۱۴۴ | 2003 SQ64    | ۱۸ سپتامبر ۲۰۰۳ |
| ۱۱۵۱۴۵ | 2003 SD65    | ۱۸ سپتامبر ۲۰۰۳ |
| ۱۱۵۱۴۶ | 2003 SK66    | ۱۸ سپتامبر ۲۰۰۳ |
| ۱۱۵۱۴۷ | 2003 SU66    | ۱۹ سپتامبر ۲۰۰۳ |
| ۱۱۵۱۴۸ | 2003 SZ66    | ۱۹ سپتامبر ۲۰۰۳ |
| ۱۱۵۱۴۹ | 2003 SA67    | ۱۹ سپتامبر ۲۰۰۳ |
| ۱۱۵۱۵۰ | 2003 SH67    | ۱۹ سپتامبر ۲۰۰۳ |
| ۱۱۵۱۵۱ | 2003 SP67    | ۱۹ سپتامبر ۲۰۰۳ |
| ۱۱۵۱۵۲ | 2003 SA68    | ۱۷ سپتامبر ۲۰۰۳ |
| ۱۱۵۱۵۳ | 2003 SB69    | ۱۷ سپتامبر ۲۰۰۳ |
| ۱۱۵۱۵۴ | 2003 SN70    | ۱۷ سپتامبر ۲۰۰۳ |
| ۱۱۵۱۵۵ | 2003 SJ71    | ۱۸ سپتامبر ۲۰۰۳ |
| ۱۱۵۱۵۶ | 2003 SR71    | ۱۸ سپتامبر ۲۰۰۳ |
| ۱۱۵۱۵۷ | 2003 SG73    | ۱۸ سپتامبر ۲۰۰۳ |
| ۱۱۵۱۵۸ | 2003 SA74    | ۱۸ سپتامبر ۲۰۰۳ |
| ۱۱۵۱۵۹ | 2003 SP75    | ۱۸ سپتامبر ۲۰۰۳ |
| ۱۱۵۱۶۰ | 2003 SF76    | ۱۸ سپتامبر ۲۰۰۳ |
| ۱۱۵۱۶۱ | 2003 SH76    | ۱۸ سپتامبر ۲۰۰۳ |
| ۱۱۵۱۶۲ | 2003 SL76    | ۱۸ سپتامبر ۲۰۰۳ |
| ۱۱۵۱۶۳ | 2003 SN76    | ۱۸ سپتامبر ۲۰۰۳ |
| ۱۱۵۱۶۴ | 2003 SJ80    | ۱۹ سپتامبر ۲۰۰۳ |
| ۱۱۵۱۶۵ | 2003 SL80    | ۱۹ سپتامبر ۲۰۰۳ |
| ۱۱۵۱۶۶ | 2003 SM80    | ۱۹ سپتامبر ۲۰۰۳ |
| ۱۱۵۱۶۷ | 2003 SR80    | ۱۹ سپتامبر ۲۰۰۳ |
| ۱۱۵۱۶۸ | 2003 SV80    | ۱۹ سپتامبر ۲۰۰۳ |
| ۱۱۵۱۶۹ | 2003 SW80    | ۱۹ سپتامبر ۲۰۰۳ |
| ۱۱۵۱۷۰ | 2003 SF81    | ۱۹ سپتامبر ۲۰۰۳ |
| ۱۱۵۱۷۱ | 2003 SS81    | ۱۹ سپتامبر ۲۰۰۳ |
| ۱۱۵۱۷۲ | 2003 SN82    | ۱۸ سپتامبر ۲۰۰۳ |
| ۱۱۵۱۷۳ | 2003 SW83    | ۱۸ سپتامبر ۲۰۰۳ |
| ۱۱۵۱۷۴ | 2003 SA87    | ۱۷ سپتامبر ۲۰۰۳ |
| ۱۱۵۱۷۵ | 2003 SG87    | ۱۷ سپتامبر ۲۰۰۳ |
| ۱۱۵۱۷۶ | 2003 SN87    | ۱۷ سپتامبر ۲۰۰۳ |
| ۱۱۵۱۷۷ | 2003 ST87    | ۱۷ سپتامبر ۲۰۰۳ |
| ۱۱۵۱۷۸ | 2003 SO88    | ۱۸ سپتامبر ۲۰۰۳ |
| ۱۱۵۱۷۹ | 2003 SX89    | ۱۸ سپتامبر ۲۰۰۳ |
| ۱۱۵۱۸۰ | 2003 SM90    | ۱۸ سپتامبر ۲۰۰۳ |
| ۱۱۵۱۸۱ | 2003 SX91    | ۱۸ سپتامبر ۲۰۰۳ |
| ۱۱۵۱۸۲ | 2003 ST92    | ۱۸ سپتامبر ۲۰۰۳ |
| ۱۱۵۱۸۳ | 2003 SO94    | ۱۹ سپتامبر ۲۰۰۳ |
| ۱۱۵۱۸۴ | 2003 SO95    | ۱۹ سپتامبر ۲۰۰۳ |
| ۱۱۵۱۸۵ | 2003 SD97    | ۱۹ سپتامبر ۲۰۰۳ |
| ۱۱۵۱۸۶ | 2003 SB98    | ۱۹ سپتامبر ۲۰۰۳ |
| ۱۱۵۱۸۷ | 2003 SD103   | ۲۰ سپتامبر ۲۰۰۳ |
| ۱۱۵۱۸۸ | 2003 SP103   | ۲۰ سپتامبر ۲۰۰۳ |
| ۱۱۵۱۸۹ | 2003 SY103   | ۲۰ سپتامبر ۲۰۰۳ |
| ۱۱۵۱۹۰ | 2003 SW105   | ۲۰ سپتامبر ۲۰۰۳ |
| ۱۱۵۱۹۱ | 2003 SZ105   | ۲۰ سپتامبر ۲۰۰۳ |
| ۱۱۵۱۹۲ | 2003 SO106   | ۲۰ سپتامبر ۲۰۰۳ |
| ۱۱۵۱۹۳ | 2003 SA107   | ۲۰ سپتامبر ۲۰۰۳ |
| ۱۱۵۱۹۴ | 2003 SF107   | ۲۰ سپتامبر ۲۰۰۳ |
| ۱۱۵۱۹۵ | 2003 SJ108   | ۲۰ سپتامبر ۲۰۰۳ |
| ۱۱۵۱۹۶ | 2003 SB109   | ۲۰ سپتامبر ۲۰۰۳ |
| ۱۱۵۱۹۷ | 2003 SH109   | ۲۰ سپتامبر ۲۰۰۳ |
| ۱۱۵۱۹۸ | 2003 SQ110   | ۲۰ سپتامبر ۲۰۰۳ |
| ۱۱۵۱۹۹ | 2003 SR110   | ۲۰ سپتامبر ۲۰۰۳ |
| ۱۱۵۲۰۰ | 2003 SV110   | ۲۰ سپتامبر ۲۰۰۳ |
| ۱۱۵۲۰۱ | 2003 SM111   | ۱۹ سپتامبر ۲۰۰۳ |
| ۱۱۵۲۰۲ | 2003 ST111   | ۱۸ سپتامبر ۲۰۰۳ |
| ۱۱۵۲۰۳ | 2003 SJ116   | ۱۶ سپتامبر ۲۰۰۳ |
| ۱۱۵۲۰۴ | 2003 SV116   | ۱۶ سپتامبر ۲۰۰۳ |
| ۱۱۵۲۰۵ | 2003 SZ117   | ۱۶ سپتامبر ۲۰۰۳ |
| ۱۱۵۲۰۶ | 2003 SD118   | ۱۶ سپتامبر ۲۰۰۳ |
| ۱۱۵۲۰۷ | 2003 SJ119   | ۱۷ سپتامبر ۲۰۰۳ |
| ۱۱۵۲۰۸ | 2003 SM120   | ۱۷ سپتامبر ۲۰۰۳ |
| ۱۱۵۲۰۹ | 2003 SL124   | ۱۸ سپتامبر ۲۰۰۳ |
| ۱۱۵۲۱۰ | 2003 SY124   | ۱۹ سپتامبر ۲۰۰۳ |
| ۱۱۵۲۱۱ | 2003 SS125   | ۱۹ سپتامبر ۲۰۰۳ |
| ۱۱۵۲۱۲ | 2003 SW125   | ۱۹ سپتامبر ۲۰۰۳ |
| ۱۱۵۲۱۳ | 2003 SR126   | ۱۹ سپتامبر ۲۰۰۳ |
| ۱۱۵۲۱۴ | 2003 SH128   | ۲۰ سپتامبر ۲۰۰۳ |
| ۱۱۵۲۱۵ | 2003 SX128   | ۲۰ سپتامبر ۲۰۰۳ |
| ۱۱۵۲۱۶ | 2003 SZ129   | ۲۰ سپتامبر ۲۰۰۳ |
| ۱۱۵۲۱۷ | 2003 SP138   | ۲۰ سپتامبر ۲۰۰۳ |
| ۱۱۵۲۱۸ | 2003 SF140   | ۱۹ سپتامبر ۲۰۰۳ |
| ۱۱۵۲۱۹ | 2003 SJ140   | ۱۹ سپتامبر ۲۰۰۳ |
| ۱۱۵۲۲۰ | 2003 ST140   | ۱۹ سپتامبر ۲۰۰۳ |
| ۱۱۵۲۲۱ | 2003 SH141   | ۱۹ سپتامبر ۲۰۰۳ |
| ۱۱۵۲۲۲ | 2003 SK142   | ۲۰ سپتامبر ۲۰۰۳ |
| ۱۱۵۲۲۳ | 2003 SM142   | ۲۰ سپتامبر ۲۰۰۳ |
| ۱۱۵۲۲۴ | 2003 SR142   | ۲۰ سپتامبر ۲۰۰۳ |
| ۱۱۵۲۲۵ | 2003 SW142   | ۲۰ سپتامبر ۲۰۰۳ |
| ۱۱۵۲۲۶ | 2003 SA143   | ۲۰ سپتامبر ۲۰۰۳ |
| ۱۱۵۲۲۷ | 2003 SB143   | ۲۰ سپتامبر ۲۰۰۳ |
| ۱۱۵۲۲۸ | 2003 SL143   | ۲۰ سپتامبر ۲۰۰۳ |
| ۱۱۵۲۲۹ | 2003 SS143   | ۲۱ سپتامبر ۲۰۰۳ |
| ۱۱۵۲۳۰ | 2003 ST143   | ۲۱ سپتامبر ۲۰۰۳ |
| ۱۱۵۲۳۱ | 2003 SV143   | ۲۱ سپتامبر ۲۰۰۳ |
| ۱۱۵۲۳۲ | 2003 SE145   | ۱۹ سپتامبر ۲۰۰۳ |
| ۱۱۵۲۳۳ | 2003 SH145   | ۲۰ سپتامبر ۲۰۰۳ |
| ۱۱۵۲۳۴ | 2003 SV145   | ۲۰ سپتامبر ۲۰۰۳ |
| ۱۱۵۲۳۵ | 2003 SA146   | ۲۰ سپتامبر ۲۰۰۳ |
| ۱۱۵۲۳۶ | 2003 SS146   | ۲۰ سپتامبر ۲۰۰۳ |
| ۱۱۵۲۳۷ | 2003 SG147   | ۲۰ سپتامبر ۲۰۰۳ |
| ۱۱۵۲۳۸ | 2003 SQ147   | ۲۱ سپتامبر ۲۰۰۳ |
| ۱۱۵۲۳۹ | 2003 SS147   | ۲۱ سپتامبر ۲۰۰۳ |
| ۱۱۵۲۴۰ | 2003 SC148   | ۱۶ سپتامبر ۲۰۰۳ |
| ۱۱۵۲۴۱ | 2003 SZ149   | ۱۷ سپتامبر ۲۰۰۳ |
| ۱۱۵۲۴۲ | 2003 SX151   | ۱۸ سپتامبر ۲۰۰۳ |
| ۱۱۵۲۴۳ | 2003 SC152   | ۱۹ سپتامبر ۲۰۰۳ |
| ۱۱۵۲۴۴ | 2003 SL152   | ۱۹ سپتامبر ۲۰۰۳ |
| ۱۱۵۲۴۵ | 2003 SO152   | ۱۹ سپتامبر ۲۰۰۳ |
| ۱۱۵۲۴۶ | 2003 SF153   | ۱۹ سپتامبر ۲۰۰۳ |
| ۱۱۵۲۴۷ | 2003 SS155   | ۱۹ سپتامبر ۲۰۰۳ |
| ۱۱۵۲۴۸ | 2003 ST155   | ۱۹ سپتامبر ۲۰۰۳ |
| ۱۱۵۲۴۹ | 2003 SE156   | ۱۹ سپتامبر ۲۰۰۳ |
| ۱۱۵۲۵۰ | 2003 SF156   | ۱۹ سپتامبر ۲۰۰۳ |
| ۱۱۵۲۵۱ | 2003 SS156   | ۱۹ سپتامبر ۲۰۰۳ |
| ۱۱۵۲۵۲ | 2003 SK157   | ۱۹ سپتامبر ۲۰۰۳ |
| ۱۱۵۲۵۳ | 2003 SN157   | ۱۹ سپتامبر ۲۰۰۳ |
| ۱۱۵۲۵۴ | 2003 SF158   | ۲۲ سپتامبر ۲۰۰۳ |
| ۱۱۵۲۵۵ | 2003 SU160   | ۱۶ سپتامبر ۲۰۰۳ |
| ۱۱۵۲۵۶ | 2003 SJ162   | ۱۹ سپتامبر ۲۰۰۳ |
| ۱۱۵۲۵۷ | 2003 SO163   | ۱۹ سپتامبر ۲۰۰۳ |
| ۱۱۵۲۵۸ | 2003 SD164   | ۲۰ سپتامبر ۲۰۰۳ |
| ۱۱۵۲۵۹ | 2003 SK164   | ۲۰ سپتامبر ۲۰۰۳ |
| ۱۱۵۲۶۰ | 2003 ST167   | ۲۲ سپتامبر ۲۰۰۳ |
| ۱۱۵۲۶۱ | 2003 SE169   | ۲۳ سپتامبر ۲۰۰۳ |
| ۱۱۵۲۶۲ | 2003 SB172   | ۱۸ سپتامبر ۲۰۰۳ |
| ۱۱۵۲۶۳ | 2003 SN172   | ۱۸ سپتامبر ۲۰۰۳ |
| ۱۱۵۲۶۴ | 2003 SW172   | ۱۸ سپتامبر ۲۰۰۳ |
| ۱۱۵۲۶۵ | 2003 SC173   | ۱۸ سپتامبر ۲۰۰۳ |
| ۱۱۵۲۶۶ | 2003 SG173   | ۱۸ سپتامبر ۲۰۰۳ |
| ۱۱۵۲۶۷ | 2003 SE174   | ۱۸ سپتامبر ۲۰۰۳ |
| ۱۱۵۲۶۸ | 2003 SG177   | ۱۸ سپتامبر ۲۰۰۳ |
| ۱۱۵۲۶۹ | 2003 SP177   | ۱۸ سپتامبر ۲۰۰۳ |
| ۱۱۵۲۷۰ | 2003 SR179   | ۱۹ سپتامبر ۲۰۰۳ |
| ۱۱۵۲۷۱ | 2003 SL180   | ۱۹ سپتامبر ۲۰۰۳ |
| ۱۱۵۲۷۲ | 2003 SU181   | ۲۰ سپتامبر ۲۰۰۳ |
| ۱۱۵۲۷۳ | 2003 SA182   | ۲۰ سپتامبر ۲۰۰۳ |
| ۱۱۵۲۷۴ | 2003 SB182   | ۲۰ سپتامبر ۲۰۰۳ |
| ۱۱۵۲۷۵ | 2003 SY182   | ۲۱ سپتامبر ۲۰۰۳ |
| ۱۱۵۲۷۶ | 2003 SY183   | ۲۱ سپتامبر ۲۰۰۳ |
| ۱۱۵۲۷۷ | 2003 SS185   | ۲۲ سپتامبر ۲۰۰۳ |
| ۱۱۵۲۷۸ | 2003 SN186   | ۲۲ سپتامبر ۲۰۰۳ |
| ۱۱۵۲۷۹ | 2003 SL188   | ۲۲ سپتامبر ۲۰۰۳ |
| ۱۱۵۲۸۰ | 2003 SM188   | ۲۲ سپتامبر ۲۰۰۳ |
| ۱۱۵۲۸۱ | 2003 SK189   | ۲۲ سپتامبر ۲۰۰۳ |
| ۱۱۵۲۸۲ | 2003 SD190   | ۲۴ سپتامبر ۲۰۰۳ |
| ۱۱۵۲۸۳ | 2003 SV190   | ۱۷ سپتامبر ۲۰۰۳ |
| ۱۱۵۲۸۴ | 2003 SO192   | ۲۰ سپتامبر ۲۰۰۳ |
| ۱۱۵۲۸۵ | 2003 SB194   | ۲۰ سپتامبر ۲۰۰۳ |
| ۱۱۵۲۸۶ | 2003 ST194   | ۲۰ سپتامبر ۲۰۰۳ |
| ۱۱۵۲۸۷ | 2003 SU194   | ۲۰ سپتامبر ۲۰۰۳ |
| ۱۱۵۲۸۸ | 2003 SS195   | ۲۰ سپتامبر ۲۰۰۳ |
| ۱۱۵۲۸۹ | 2003 ST195   | ۲۰ سپتامبر ۲۰۰۳ |
| ۱۱۵۲۹۰ | 2003 SJ197   | ۲۱ سپتامبر ۲۰۰۳ |
| ۱۱۵۲۹۱ | 2003 SA198   | ۲۱ سپتامبر ۲۰۰۳ |
| ۱۱۵۲۹۲ | 2003 SM198   | ۲۱ سپتامبر ۲۰۰۳ |
| ۱۱۵۲۹۳ | 2003 SV198   | ۲۱ سپتامبر ۲۰۰۳ |
| ۱۱۵۲۹۴ | 2003 SB199   | ۲۱ سپتامبر ۲۰۰۳ |
| ۱۱۵۲۹۵ | 2003 SB200   | ۲۱ سپتامبر ۲۰۰۳ |
| ۱۱۵۲۹۶ | 2003 SK200   | ۲۵ سپتامبر ۲۰۰۳ |
| ۱۱۵۲۹۷ | 2003 SQ200   | ۲۴ سپتامبر ۲۰۰۳ |
| ۱۱۵۲۹۸ | 2003 SS203   | ۲۲ سپتامبر ۲۰۰۳ |
| ۱۱۵۲۹۹ | 2003 SM204   | ۲۲ سپتامبر ۲۰۰۳ |
| ۱۱۵۳۰۰ | 2003 SW204   | ۲۲ سپتامبر ۲۰۰۳ |
| ۱۱۵۳۰۱ | 2003 SQ205   | ۲۵ سپتامبر ۲۰۰۳ |
| ۱۱۵۳۰۲ | 2003 SU206   | ۲۶ سپتامبر ۲۰۰۳ |
| ۱۱۵۳۰۳ | 2003 SM207   | ۲۶ سپتامبر ۲۰۰۳ |
| ۱۱۵۳۰۴ | 2003 SW207   | ۲۶ سپتامبر ۲۰۰۳ |
| ۱۱۵۳۰۵ | 2003 SR209   | ۲۴ سپتامبر ۲۰۰۳ |
| ۱۱۵۳۰۶ | 2003 SN210   | ۲۶ سپتامبر ۲۰۰۳ |
| ۱۱۵۳۰۷ | 2003 SO210   | ۲۶ سپتامبر ۲۰۰۳ |
| ۱۱۵۳۰۸ | 2003 SC211   | ۲۴ سپتامبر ۲۰۰۳ |
| ۱۱۵۳۰۹ | 2003 SN211   | ۲۵ سپتامبر ۲۰۰۳ |
| ۱۱۵۳۱۰ | 2003 SR213   | ۲۶ سپتامبر ۲۰۰۳ |
| ۱۱۵۳۱۱ | 2003 SH214   | ۲۶ سپتامبر ۲۰۰۳ |
| ۱۱۵۳۱۲ | Whither      | ۱۹ سپتامبر ۲۰۰۳ |
| ۱۱۵۳۱۳ | 2003 SX215   | ۲۵ سپتامبر ۲۰۰۳ |
| ۱۱۵۳۱۴ | 2003 SY215   | ۲۵ سپتامبر ۲۰۰۳ |
| ۱۱۵۳۱۵ | 2003 SZ215   | ۲۵ سپتامبر ۲۰۰۳ |
| ۱۱۵۳۱۶ | 2003 SK216   | ۲۶ سپتامبر ۲۰۰۳ |
| ۱۱۵۳۱۷ | 2003 SZ216   | ۲۷ سپتامبر ۲۰۰۳ |
| ۱۱۵۳۱۸ | 2003 SJ217   | ۲۷ سپتامبر ۲۰۰۳ |
| ۱۱۵۳۱۹ | 2003 SR218   | ۲۸ سپتامبر ۲۰۰۳ |
| ۱۱۵۳۲۰ | 2003 SB219   | ۱۹ سپتامبر ۲۰۰۳ |
| ۱۱۵۳۲۱ | 2003 SK219   | ۲۸ سپتامبر ۲۰۰۳ |
| ۱۱۵۳۲۲ | 2003 SM219   | ۲۶ سپتامبر ۲۰۰۳ |
| ۱۱۵۳۲۳ | 2003 SO219   | ۲۷ سپتامبر ۲۰۰۳ |
| ۱۱۵۳۲۴ | 2003 SP220   | ۲۹ سپتامبر ۲۰۰۳ |
| ۱۱۵۳۲۵ | 2003 SQ220   | ۲۹ سپتامبر ۲۰۰۳ |
| ۱۱۵۳۲۶ | Wehinger     | ۲۹ سپتامبر ۲۰۰۳ |
| ۱۱۵۳۲۷ | 2003 SH222   | ۲۷ سپتامبر ۲۰۰۳ |
| ۱۱۵۳۲۸ | 2003 SR222   | ۲۸ سپتامبر ۲۰۰۳ |
| ۱۱۵۳۲۹ | 2003 SY222   | ۲۷ سپتامبر ۲۰۰۳ |
| ۱۱۵۳۳۰ | 2003 SB224   | ۲۲ سپتامبر ۲۰۰۳ |
| ۱۱۵۳۳۱ | Shrylmiles   | ۲۹ سپتامبر ۲۰۰۳ |
| ۱۱۵۳۳۲ | 2003 SR224   | ۲۸ سپتامبر ۲۰۰۳ |
| ۱۱۵۳۳۳ | 2003 SV225   | ۲۶ سپتامبر ۲۰۰۳ |
| ۱۱۵۳۳۴ | 2003 SX225   | ۲۶ سپتامبر ۲۰۰۳ |
| ۱۱۵۳۳۵ | 2003 SZ225   | ۲۶ سپتامبر ۲۰۰۳ |
| ۱۱۵۳۳۶ | 2003 SF226   | ۲۶ سپتامبر ۲۰۰۳ |
| ۱۱۵۳۳۷ | 2003 SG226   | ۲۶ سپتامبر ۲۰۰۳ |
| ۱۱۵۳۳۸ | 2003 SH226   | ۲۶ سپتامبر ۲۰۰۳ |
| ۱۱۵۳۳۹ | 2003 SK226   | ۲۶ سپتامبر ۲۰۰۳ |
| ۱۱۵۳۴۰ | 2003 SL226   | ۲۶ سپتامبر ۲۰۰۳ |
| ۱۱۵۳۴۱ | 2003 SS226   | ۲۶ سپتامبر ۲۰۰۳ |
| ۱۱۵۳۴۲ | 2003 SO227   | ۲۷ سپتامبر ۲۰۰۳ |
| ۱۱۵۳۴۳ | 2003 SS228   | ۲۶ سپتامبر ۲۰۰۳ |
| ۱۱۵۳۴۴ | 2003 SV228   | ۲۶ سپتامبر ۲۰۰۳ |
| ۱۱۵۳۴۵ | 2003 SB229   | ۲۷ سپتامبر ۲۰۰۳ |
| ۱۱۵۳۴۶ | 2003 SY230   | ۲۴ سپتامبر ۲۰۰۳ |
| ۱۱۵۳۴۷ | 2003 SS232   | ۲۴ سپتامبر ۲۰۰۳ |
| ۱۱۵۳۴۸ | 2003 SW233   | ۲۵ سپتامبر ۲۰۰۳ |
| ۱۱۵۳۴۹ | 2003 SR234   | ۲۵ سپتامبر ۲۰۰۳ |
| ۱۱۵۳۵۰ | 2003 SW234   | ۲۵ سپتامبر ۲۰۰۳ |
| ۱۱۵۳۵۱ | 2003 SA235   | ۲۶ سپتامبر ۲۰۰۳ |
| ۱۱۵۳۵۲ | 2003 SX240   | ۲۷ سپتامبر ۲۰۰۳ |
| ۱۱۵۳۵۳ | 2003 SJ244   | ۲۵ سپتامبر ۲۰۰۳ |
| ۱۱۵۳۵۴ | 2003 SW244   | ۲۶ سپتامبر ۲۰۰۳ |
| ۱۱۵۳۵۵ | 2003 SQ246   | ۲۶ سپتامبر ۲۰۰۳ |
| ۱۱۵۳۵۶ | 2003 SD247   | ۲۶ سپتامبر ۲۰۰۳ |
| ۱۱۵۳۵۷ | 2003 SS249   | ۲۶ سپتامبر ۲۰۰۳ |
| ۱۱۵۳۵۸ | 2003 SY249   | ۲۶ سپتامبر ۲۰۰۳ |
| ۱۱۵۳۵۹ | 2003 SA250   | ۲۶ سپتامبر ۲۰۰۳ |
| ۱۱۵۳۶۰ | 2003 SJ250   | ۲۶ سپتامبر ۲۰۰۳ |
| ۱۱۵۳۶۱ | 2003 SL250   | ۲۶ سپتامبر ۲۰۰۳ |
| ۱۱۵۳۶۲ | 2003 SN250   | ۲۶ سپتامبر ۲۰۰۳ |
| ۱۱۵۳۶۳ | 2003 SZ250   | ۲۶ سپتامبر ۲۰۰۳ |
| ۱۱۵۳۶۴ | 2003 SC251   | ۲۶ سپتامبر ۲۰۰۳ |
| ۱۱۵۳۶۵ | 2003 SE251   | ۲۶ سپتامبر ۲۰۰۳ |
| ۱۱۵۳۶۶ | 2003 SL251   | ۲۶ سپتامبر ۲۰۰۳ |
| ۱۱۵۳۶۷ | 2003 SP251   | ۲۶ سپتامبر ۲۰۰۳ |
| ۱۱۵۳۶۸ | 2003 SZ251   | ۲۶ سپتامبر ۲۰۰۳ |
| ۱۱۵۳۶۹ | 2003 SS252   | ۲۶ سپتامبر ۲۰۰۳ |
| ۱۱۵۳۷۰ | 2003 SX254   | ۲۷ سپتامبر ۲۰۰۳ |
| ۱۱۵۳۷۱ | 2003 SU255   | ۲۷ سپتامبر ۲۰۰۳ |
| ۱۱۵۳۷۲ | 2003 SA256   | ۲۷ سپتامبر ۲۰۰۳ |
| ۱۱۵۳۷۳ | 2003 SA259   | ۲۸ سپتامبر ۲۰۰۳ |
| ۱۱۵۳۷۴ | 2003 SC259   | ۲۸ سپتامبر ۲۰۰۳ |
| ۱۱۵۳۷۵ | 2003 SG259   | ۲۸ سپتامبر ۲۰۰۳ |
| ۱۱۵۳۷۶ | 2003 SH262   | ۲۷ سپتامبر ۲۰۰۳ |
| ۱۱۵۳۷۷ | 2003 SA270   | ۲۴ سپتامبر ۲۰۰۳ |
| ۱۱۵۳۷۸ | 2003 SO270   | ۲۵ سپتامبر ۲۰۰۳ |
| ۱۱۵۳۷۹ | 2003 SE271   | ۲۵ سپتامبر ۲۰۰۳ |
| ۱۱۵۳۸۰ | 2003 SJ271   | ۲۵ سپتامبر ۲۰۰۳ |
| ۱۱۵۳۸۱ | 2003 SV272   | ۲۷ سپتامبر ۲۰۰۳ |
| ۱۱۵۳۸۲ | 2003 SD273   | ۲۷ سپتامبر ۲۰۰۳ |
| ۱۱۵۳۸۳ | 2003 SF274   | ۲۸ سپتامبر ۲۰۰۳ |
| ۱۱۵۳۸۴ | 2003 SG275   | ۲۹ سپتامبر ۲۰۰۳ |
| ۱۱۵۳۸۵ | 2003 SH275   | ۲۹ سپتامبر ۲۰۰۳ |
| ۱۱۵۳۸۶ | 2003 SP275   | ۲۹ سپتامبر ۲۰۰۳ |
| ۱۱۵۳۸۷ | 2003 SY275   | ۲۹ سپتامبر ۲۰۰۳ |
| ۱۱۵۳۸۸ | 2003 SN278   | ۳۰ سپتامبر ۲۰۰۳ |
| ۱۱۵۳۸۹ | 2003 SU278   | ۳۰ سپتامبر ۲۰۰۳ |
| ۱۱۵۳۹۰ | 2003 SR279   | ۱۷ سپتامبر ۲۰۰۳ |
| ۱۱۵۳۹۱ | 2003 SG280   | ۱۸ سپتامبر ۲۰۰۳ |
| ۱۱۵۳۹۲ | 2003 SM283   | ۲۰ سپتامبر ۲۰۰۳ |
| ۱۱۵۳۹۳ | 2003 SW284   | ۲۰ سپتامبر ۲۰۰۳ |
| ۱۱۵۳۹۴ | 2003 SA286   | ۲۰ سپتامبر ۲۰۰۳ |
| ۱۱۵۳۹۵ | 2003 SR286   | ۲۱ سپتامبر ۲۰۰۳ |
| ۱۱۵۳۹۶ | 2003 SA287   | ۲۹ سپتامبر ۲۰۰۳ |
| ۱۱۵۳۹۷ | 2003 SN288   | ۲۸ سپتامبر ۲۰۰۳ |
| ۱۱۵۳۹۸ | 2003 SF290   | ۲۸ سپتامبر ۲۰۰۳ |
| ۱۱۵۳۹۹ | 2003 SD291   | ۲۹ سپتامبر ۲۰۰۳ |
| ۱۱۵۴۰۰ | 2003 SJ291   | ۲۹ سپتامبر ۲۰۰۳ |
| ۱۱۵۴۰۱ | 2003 SK291   | ۲۹ سپتامبر ۲۰۰۳ |
| ۱۱۵۴۰۲ | 2003 SR291   | ۳۰ سپتامبر ۲۰۰۳ |
| ۱۱۵۴۰۳ | 2003 SA292   | ۳۰ سپتامبر ۲۰۰۳ |
| ۱۱۵۴۰۴ | 2003 SA293   | ۲۷ سپتامبر ۲۰۰۳ |
| ۱۱۵۴۰۵ | 2003 SX293   | ۲۸ سپتامبر ۲۰۰۳ |
| ۱۱۵۴۰۶ | 2003 SK294   | ۲۸ سپتامبر ۲۰۰۳ |
| ۱۱۵۴۰۷ | 2003 ST294   | ۲۸ سپتامبر ۲۰۰۳ |
| ۱۱۵۴۰۸ | 2003 SU294   | ۲۸ سپتامبر ۲۰۰۳ |
| ۱۱۵۴۰۹ | 2003 SW294   | ۲۸ سپتامبر ۲۰۰۳ |
| ۱۱۵۴۱۰ | 2003 SN296   | ۲۹ سپتامبر ۲۰۰۳ |
| ۱۱۵۴۱۱ | 2003 SB297   | ۱۶ سپتامبر ۲۰۰۳ |
| ۱۱۵۴۱۲ | 2003 SN297   | ۱۸ سپتامبر ۲۰۰۳ |
| ۱۱۵۴۱۳ | 2003 SA299   | ۲۹ سپتامبر ۲۰۰۳ |
| ۱۱۵۴۱۴ | 2003 SG299   | ۲۹ سپتامبر ۲۰۰۳ |
| ۱۱۵۴۱۵ | 2003 SJ299   | ۲۹ سپتامبر ۲۰۰۳ |
| ۱۱۵۴۱۶ | 2003 SP299   | ۲۹ سپتامبر ۲۰۰۳ |
| ۱۱۵۴۱۷ | 2003 SR299   | ۳۰ سپتامبر ۲۰۰۳ |
| ۱۱۵۴۱۸ | 2003 SY301   | ۱۷ سپتامبر ۲۰۰۳ |
| ۱۱۵۴۱۹ | 2003 SG305   | ۱۷ سپتامبر ۲۰۰۳ |
| ۱۱۵۴۲۰ | 2003 SJ306   | ۳۰ سپتامبر ۲۰۰۳ |
| ۱۱۵۴۲۱ | 2003 SN306   | ۳۰ سپتامبر ۲۰۰۳ |
| ۱۱۵۴۲۲ | 2003 SM307   | ۲۶ سپتامبر ۲۰۰۳ |
| ۱۱۵۴۲۳ | 2003 SG308   | ۲۸ سپتامبر ۲۰۰۳ |
| ۱۱۵۴۲۴ | 2003 SE310   | ۲۸ سپتامبر ۲۰۰۳ |
| ۱۱۵۴۲۵ | 2003 SH310   | ۲۸ سپتامبر ۲۰۰۳ |
| ۱۱۵۴۲۶ | 2003 SP311   | ۲۹ سپتامبر ۲۰۰۳ |
| ۱۱۵۴۲۷ | 2003 SG312   | ۳۰ سپتامبر ۲۰۰۳ |
| ۱۱۵۴۲۸ | 2003 SH313   | ۱۸ سپتامبر ۲۰۰۳ |
| ۱۱۵۴۲۹ | 2003 SB315   | ۱۷ سپتامبر ۲۰۰۳ |
| ۱۱۵۴۳۰ | 2003 SF315   | ۲۶ سپتامبر ۲۰۰۳ |
| ۱۱۵۴۳۱ | 2003 TJ1     | ۴ اکتبر ۲۰۰۳    |
| ۱۱۵۴۳۲ | 2003 TQ2     | ۱ اکتبر ۲۰۰۳    |
| ۱۱۵۴۳۳ | 2003 TS2     | ۲ اکتبر ۲۰۰۳    |
| ۱۱۵۴۳۴ | 2003 TU2     | ۵ اکتبر ۲۰۰۳    |
| ۱۱۵۴۳۵ | 2003 TM4     | ۶ اکتبر ۲۰۰۳    |
| ۱۱۵۴۳۶ | 2003 TU4     | ۱ اکتبر ۲۰۰۳    |
| ۱۱۵۴۳۷ | 2003 TG5     | ۲ اکتبر ۲۰۰۳    |
| ۱۱۵۴۳۸ | 2003 TE6     | ۱ اکتبر ۲۰۰۳    |
| ۱۱۵۴۳۹ | 2003 TN6     | ۱ اکتبر ۲۰۰۳    |
| ۱۱۵۴۴۰ | 2003 TV6     | ۱ اکتبر ۲۰۰۳    |
| ۱۱۵۴۴۱ | 2003 TO7     | ۱ اکتبر ۲۰۰۳    |
| ۱۱۵۴۴۲ | 2003 TS7     | ۱ اکتبر ۲۰۰۳    |
| ۱۱۵۴۴۳ | 2003 TK8     | ۲ اکتبر ۲۰۰۳    |
| ۱۱۵۴۴۴ | 2003 TU8     | ۳ اکتبر ۲۰۰۳    |
| ۱۱۵۴۴۵ | 2003 TF9     | ۴ اکتبر ۲۰۰۳    |
| ۱۱۵۴۴۶ | 2003 TK9     | ۵ اکتبر ۲۰۰۳    |
| ۱۱۵۴۴۷ | 2003 TM9     | ۵ اکتبر ۲۰۰۳    |
| ۱۱۵۴۴۸ | 2003 TU9     | ۱۴ اکتبر ۲۰۰۳   |
| ۱۱۵۴۴۹ | Robson       | ۱۴ اکتبر ۲۰۰۳   |
| ۱۱۵۴۵۰ | 2003 TK10    | ۱۵ اکتبر ۲۰۰۳   |
| ۱۱۵۴۵۱ | 2003 TZ10    | ۱۵ اکتبر ۲۰۰۳   |
| ۱۱۵۴۵۲ | 2003 TB11    | ۱۴ اکتبر ۲۰۰۳   |
| ۱۱۵۴۵۳ | 2003 TL11    | ۱۴ اکتبر ۲۰۰۳   |
| ۱۱۵۴۵۴ | 2003 TF12    | ۱۴ اکتبر ۲۰۰۳   |
| ۱۱۵۴۵۵ | 2003 TL12    | ۱۴ اکتبر ۲۰۰۳   |
| ۱۱۵۴۵۶ | 2003 TD13    | ۹ اکتبر ۲۰۰۳    |
| ۱۱۵۴۵۷ | 2003 TU13    | ۵ اکتبر ۲۰۰۳    |
| ۱۱۵۴۵۸ | 2003 TN14    | ۱۴ اکتبر ۲۰۰۳   |
| ۱۱۵۴۵۹ | 2003 TG15    | ۱۵ اکتبر ۲۰۰۳   |
| ۱۱۵۴۶۰ | 2003 TL15    | ۱۵ اکتبر ۲۰۰۳   |
| ۱۱۵۴۶۱ | 2003 TO15    | ۱۵ اکتبر ۲۰۰۳   |
| ۱۱۵۴۶۲ | 2003 TZ15    | ۱۵ اکتبر ۲۰۰۳   |
| ۱۱۵۴۶۳ | 2003 TF16    | ۱۵ اکتبر ۲۰۰۳   |
| ۱۱۵۴۶۴ | 2003 TO16    | ۱۵ اکتبر ۲۰۰۳   |
| ۱۱۵۴۶۵ | 2003 TM17    | ۱۵ اکتبر ۲۰۰۳   |
| ۱۱۵۴۶۶ | 2003 TM19    | ۱۵ اکتبر ۲۰۰۳   |
| ۱۱۵۴۶۷ | 2003 TW19    | ۱۵ اکتبر ۲۰۰۳   |
| ۱۱۵۴۶۸ | 2003 TX20    | ۱۵ اکتبر ۲۰۰۳   |
| ۱۱۵۴۶۹ | 2003 TZ31    | ۱ اکتبر ۲۰۰۳    |
| ۱۱۵۴۷۰ | 2003 TE57    | ۵ اکتبر ۲۰۰۳    |
| ۱۱۵۴۷۱ | 2003 UA1     | ۱۶ اکتبر ۲۰۰۳   |
| ۱۱۵۴۷۲ | 2003 UD3     | ۱۶ اکتبر ۲۰۰۳   |
| ۱۱۵۴۷۳ | 2003 UP3     | ۱۷ اکتبر ۲۰۰۳   |
| ۱۱۵۴۷۴ | 2003 UE4     | ۱۶ اکتبر ۲۰۰۳   |
| ۱۱۵۴۷۵ | 2003 UV4     | ۱۷ اکتبر ۲۰۰۳   |
| ۱۱۵۴۷۶ | 2003 UF7     | ۱۸ اکتبر ۲۰۰۳   |
| ۱۱۵۴۷۷ | Brantanica   | ۱۹ اکتبر ۲۰۰۳   |
| ۱۱۵۴۷۸ | 2003 UT8     | ۱۶ اکتبر ۲۰۰۳   |
| ۱۱۵۴۷۹ | 2003 UP10    | ۱۹ اکتبر ۲۰۰۳   |
| ۱۱۵۴۸۰ | 2003 UC11    | ۱۹ اکتبر ۲۰۰۳   |
| ۱۱۵۴۸۱ | 2003 UG12    | ۲۰ اکتبر ۲۰۰۳   |
| ۱۱۵۴۸۲ | 2003 UV14    | ۱۶ اکتبر ۲۰۰۳   |
| ۱۱۵۴۸۳ | 2003 UJ16    | ۱۶ اکتبر ۲۰۰۳   |
| ۱۱۵۴۸۴ | 2003 UL19    | ۲۰ اکتبر ۲۰۰۳   |
| ۱۱۵۴۸۵ | 2003 UR19    | ۲۲ اکتبر ۲۰۰۳   |
| ۱۱۵۴۸۶ | 2003 UN20    | ۲۱ اکتبر ۲۰۰۳   |
| ۱۱۵۴۸۷ | 2003 UK21    | ۱۸ اکتبر ۲۰۰۳   |
| ۱۱۵۴۸۸ | 2003 UL21    | ۱۸ اکتبر ۲۰۰۳   |
| ۱۱۵۴۸۹ | 2003 UO21    | ۱۸ اکتبر ۲۰۰۳   |
| ۱۱۵۴۹۰ | 2003 UQ21    | ۲۰ اکتبر ۲۰۰۳   |
| ۱۱۵۴۹۱ | 2003 UT21    | ۲۱ اکتبر ۲۰۰۳   |
| ۱۱۵۴۹۲ | 2003 UR22    | ۲۳ اکتبر ۲۰۰۳   |
| ۱۱۵۴۹۳ | 2003 UP23    | ۲۲ اکتبر ۲۰۰۳   |
| ۱۱۵۴۹۴ | 2003 UW24    | ۱۷ اکتبر ۲۰۰۳   |
| ۱۱۵۴۹۵ | 2003 UD25    | ۲۱ اکتبر ۲۰۰۳   |
| ۱۱۵۴۹۶ | 2003 UF26    | ۲۴ اکتبر ۲۰۰۳   |
| ۱۱۵۴۹۷ | 2003 UG26    | ۲۴ اکتبر ۲۰۰۳   |
| ۱۱۵۴۹۸ | 2003 UN26    | ۲۵ اکتبر ۲۰۰۳   |
| ۱۱۵۴۹۹ | 2003 UO26    | ۲۵ اکتبر ۲۰۰۳   |
| ۱۱۵۵۰۰ | 2003 UC27    | ۲۳ اکتبر ۲۰۰۳   |
| ۱۱۵۵۰۱ | 2003 UV27    | ۲۲ اکتبر ۲۰۰۳   |
| ۱۱۵۵۰۲ | 2003 UX27    | ۲۲ اکتبر ۲۰۰۳   |
| ۱۱۵۵۰۳ | 2003 UP28    | ۱۹ اکتبر ۲۰۰۳   |
| ۱۱۵۵۰۴ | 2003 UH29    | ۲۳ اکتبر ۲۰۰۳   |
| ۱۱۵۵۰۵ | 2003 UD32    | ۱۶ اکتبر ۲۰۰۳   |
| ۱۱۵۵۰۶ | 2003 UC35    | ۱۶ اکتبر ۲۰۰۳   |
| ۱۱۵۵۰۷ | 2003 UK35    | ۱۶ اکتبر ۲۰۰۳   |
| ۱۱۵۵۰۸ | 2003 UU35    | ۱۶ اکتبر ۲۰۰۳   |
| ۱۱۵۵۰۹ | 2003 UV35    | ۱۶ اکتبر ۲۰۰۳   |
| ۱۱۵۵۱۰ | 2003 UX35    | ۱۶ اکتبر ۲۰۰۳   |
| ۱۱۵۵۱۱ | 2003 UZ35    | ۱۶ اکتبر ۲۰۰۳   |
| ۱۱۵۵۱۲ | 2003 UB36    | ۱۶ اکتبر ۲۰۰۳   |
| ۱۱۵۵۱۳ | 2003 UE36    | ۱۶ اکتبر ۲۰۰۳   |
| ۱۱۵۵۱۴ | 2003 UL36    | ۱۶ اکتبر ۲۰۰۳   |
| ۱۱۵۵۱۵ | 2003 UU36    | ۱۶ اکتبر ۲۰۰۳   |
| ۱۱۵۵۱۶ | 2003 UF37    | ۱۶ اکتبر ۲۰۰۳   |
| ۱۱۵۵۱۷ | 2003 UL37    | ۱۶ اکتبر ۲۰۰۳   |
| ۱۱۵۵۱۸ | 2003 UM37    | ۱۶ اکتبر ۲۰۰۳   |
| ۱۱۵۵۱۹ | 2003 UN37    | ۱۶ اکتبر ۲۰۰۳   |
| ۱۱۵۵۲۰ | 2003 UO37    | ۱۷ اکتبر ۲۰۰۳   |
| ۱۱۵۵۲۱ | 2003 UL38    | ۱۷ اکتبر ۲۰۰۳   |
| ۱۱۵۵۲۲ | 2003 UW39    | ۱۶ اکتبر ۲۰۰۳   |
| ۱۱۵۵۲۳ | 2003 UC41    | ۱۶ اکتبر ۲۰۰۳   |
| ۱۱۵۵۲۴ | 2003 UD47    | ۲۱ اکتبر ۲۰۰۳   |
| ۱۱۵۵۲۵ | 2003 UF47    | ۱۶ اکتبر ۲۰۰۳   |
| ۱۱۵۵۲۶ | 2003 UL47    | ۲۰ اکتبر ۲۰۰۳   |
| ۱۱۵۵۲۷ | 2003 UF48    | ۱۶ اکتبر ۲۰۰۳   |
| ۱۱۵۵۲۸ | 2003 UZ48    | ۱۶ اکتبر ۲۰۰۳   |
| ۱۱۵۵۲۹ | 2003 UG49    | ۱۶ اکتبر ۲۰۰۳   |
| ۱۱۵۵۳۰ | 2003 UH49    | ۱۶ اکتبر ۲۰۰۳   |
| ۱۱۵۵۳۱ | 2003 UE52    | ۱۸ اکتبر ۲۰۰۳   |
| ۱۱۵۵۳۲ | 2003 UP52    | ۱۸ اکتبر ۲۰۰۳   |
| ۱۱۵۵۳۳ | 2003 UG53    | ۱۸ اکتبر ۲۰۰۳   |
| ۱۱۵۵۳۴ | 2003 UZ53    | ۱۸ اکتبر ۲۰۰۳   |
| ۱۱۵۵۳۵ | 2003 UW54    | ۱۸ اکتبر ۲۰۰۳   |
| ۱۱۵۵۳۶ | 2003 UZ54    | ۱۸ اکتبر ۲۰۰۳   |
| ۱۱۵۵۳۷ | 2003 UX56    | ۲۳ اکتبر ۲۰۰۳   |
| ۱۱۵۵۳۸ | 2003 UO58    | ۱۶ اکتبر ۲۰۰۳   |
| ۱۱۵۵۳۹ | 2003 UZ60    | ۱۶ اکتبر ۲۰۰۳   |
| ۱۱۵۵۴۰ | 2003 UP61    | ۱۶ اکتبر ۲۰۰۳   |
| ۱۱۵۵۴۱ | 2003 UY62    | ۱۶ اکتبر ۲۰۰۳   |
| ۱۱۵۵۴۲ | 2003 UZ63    | ۱۶ اکتبر ۲۰۰۳   |
| ۱۱۵۵۴۳ | 2003 UG64    | ۱۶ اکتبر ۲۰۰۳   |
| ۱۱۵۵۴۴ | 2003 UP64    | ۱۶ اکتبر ۲۰۰۳   |
| ۱۱۵۵۴۵ | 2003 UW64    | ۱۶ اکتبر ۲۰۰۳   |
| ۱۱۵۵۴۶ | 2003 UH65    | ۱۶ اکتبر ۲۰۰۳   |
| ۱۱۵۵۴۷ | 2003 UV65    | ۱۶ اکتبر ۲۰۰۳   |
| ۱۱۵۵۴۸ | 2003 UB66    | ۱۶ اکتبر ۲۰۰۳   |
| ۱۱۵۵۴۹ | 2003 UE66    | ۱۶ اکتبر ۲۰۰۳   |
| ۱۱۵۵۵۰ | 2003 UG66    | ۱۶ اکتبر ۲۰۰۳   |
| ۱۱۵۵۵۱ | 2003 UB71    | ۱۸ اکتبر ۲۰۰۳   |
| ۱۱۵۵۵۲ | 2003 UE71    | ۱۸ اکتبر ۲۰۰۳   |
| ۱۱۵۵۵۳ | 2003 UB73    | ۱۹ اکتبر ۲۰۰۳   |
| ۱۱۵۵۵۴ | 2003 UL74    | ۱۶ اکتبر ۲۰۰۳   |
| ۱۱۵۵۵۵ | 2003 UQ75    | ۱۷ اکتبر ۲۰۰۳   |
| ۱۱۵۵۵۶ | 2003 UN77    | ۱۷ اکتبر ۲۰۰۳   |
| ۱۱۵۵۵۷ | 2003 UT77    | ۱۷ اکتبر ۲۰۰۳   |
| ۱۱۵۵۵۸ | 2003 UD78    | ۱۷ اکتبر ۲۰۰۳   |
| ۱۱۵۵۵۹ | 2003 UK78    | ۱۷ اکتبر ۲۰۰۳   |
| ۱۱۵۵۶۰ | 2003 UB79    | ۱۸ اکتبر ۲۰۰۳   |
| ۱۱۵۵۶۱ | Frankherbert | ۲۰ اکتبر ۲۰۰۳   |
| ۱۱۵۵۶۲ | 2003 UR80    | ۱۶ اکتبر ۲۰۰۳   |
| ۱۱۵۵۶۳ | 2003 UU80    | ۱۶ اکتبر ۲۰۰۳   |
| ۱۱۵۵۶۴ | 2003 UC81    | ۱۶ اکتبر ۲۰۰۳   |
| ۱۱۵۵۶۵ | 2003 UL81    | ۱۶ اکتبر ۲۰۰۳   |
| ۱۱۵۵۶۶ | 2003 UB82    | ۱۸ اکتبر ۲۰۰۳   |
| ۱۱۵۵۶۷ | 2003 UY82    | ۱۹ اکتبر ۲۰۰۳   |
| ۱۱۵۵۶۸ | 2003 UZ82    | ۱۹ اکتبر ۲۰۰۳   |
| ۱۱۵۵۶۹ | 2003 UR84    | ۱۸ اکتبر ۲۰۰۳   |
| ۱۱۵۵۷۰ | 2003 UT84    | ۱۸ اکتبر ۲۰۰۳   |
| ۱۱۵۵۷۱ | 2003 UU85    | ۱۸ اکتبر ۲۰۰۳   |
| ۱۱۵۵۷۲ | 2003 UY85    | ۱۸ اکتبر ۲۰۰۳   |
| ۱۱۵۵۷۳ | 2003 UE86    | ۱۸ اکتبر ۲۰۰۳   |
| ۱۱۵۵۷۴ | 2003 UF86    | ۱۸ اکتبر ۲۰۰۳   |
| ۱۱۵۵۷۵ | 2003 UK86    | ۱۸ اکتبر ۲۰۰۳   |
| ۱۱۵۵۷۶ | 2003 UM88    | ۱۹ اکتبر ۲۰۰۳   |
| ۱۱۵۵۷۷ | 2003 UO88    | ۱۹ اکتبر ۲۰۰۳   |
| ۱۱۵۵۷۸ | 2003 UB89    | ۱۹ اکتبر ۲۰۰۳   |
| ۱۱۵۵۷۹ | 2003 UN90    | ۲۰ اکتبر ۲۰۰۳   |
| ۱۱۵۵۸۰ | 2003 UX90    | ۲۰ اکتبر ۲۰۰۳   |
| ۱۱۵۵۸۱ | 2003 UD91    | ۲۰ اکتبر ۲۰۰۳   |
| ۱۱۵۵۸۲ | 2003 UT92    | ۲۰ اکتبر ۲۰۰۳   |
| ۱۱۵۵۸۳ | 2003 UM93    | ۱۷ اکتبر ۲۰۰۳   |
| ۱۱۵۵۸۴ | 2003 UE95    | ۱۸ اکتبر ۲۰۰۳   |
| ۱۱۵۵۸۵ | 2003 UT95    | ۱۸ اکتبر ۲۰۰۳   |
| ۱۱۵۵۸۶ | 2003 UF96    | ۱۸ اکتبر ۲۰۰۳   |
| ۱۱۵۵۸۷ | 2003 UY96    | ۱۹ اکتبر ۲۰۰۳   |
| ۱۱۵۵۸۸ | 2003 UZ96    | ۱۹ اکتبر ۲۰۰۳   |
| ۱۱۵۵۸۹ | 2003 UG97    | ۱۹ اکتبر ۲۰۰۳   |
| ۱۱۵۵۹۰ | 2003 UL97    | ۱۹ اکتبر ۲۰۰۳   |
| ۱۱۵۵۹۱ | 2003 UG98    | ۱۹ اکتبر ۲۰۰۳   |
| ۱۱۵۵۹۲ | 2003 UL98    | ۱۹ اکتبر ۲۰۰۳   |
| ۱۱۵۵۹۳ | 2003 UV98    | ۱۹ اکتبر ۲۰۰۳   |
| ۱۱۵۵۹۴ | 2003 UX98    | ۱۹ اکتبر ۲۰۰۳   |
| ۱۱۵۵۹۵ | 2003 UZ98    | ۱۹ اکتبر ۲۰۰۳   |
| ۱۱۵۵۹۶ | 2003 UC99    | ۱۹ اکتبر ۲۰۰۳   |
| ۱۱۵۵۹۷ | 2003 UF99    | ۱۹ اکتبر ۲۰۰۳   |
| ۱۱۵۵۹۸ | 2003 UH99    | ۱۹ اکتبر ۲۰۰۳   |
| ۱۱۵۵۹۹ | 2003 UJ99    | ۱۹ اکتبر ۲۰۰۳   |
| ۱۱۵۶۰۰ | 2003 UR99    | ۱۹ اکتبر ۲۰۰۳   |
| ۱۱۵۶۰۱ | 2003 UT99    | ۱۹ اکتبر ۲۰۰۳   |
| ۱۱۵۶۰۲ | 2003 UZ99    | ۱۹ اکتبر ۲۰۰۳   |
| ۱۱۵۶۰۳ | 2003 UB100   | ۱۹ اکتبر ۲۰۰۳   |
| ۱۱۵۶۰۴ | 2003 UE100   | ۱۹ اکتبر ۲۰۰۳   |
| ۱۱۵۶۰۵ | 2003 UK100   | ۱۹ اکتبر ۲۰۰۳   |
| ۱۱۵۶۰۶ | 2003 UJ101   | ۲۰ اکتبر ۲۰۰۳   |
| ۱۱۵۶۰۷ | 2003 UR101   | ۲۰ اکتبر ۲۰۰۳   |
| ۱۱۵۶۰۸ | 2003 UR102   | ۲۰ اکتبر ۲۰۰۳   |
| ۱۱۵۶۰۹ | 2003 UA103   | ۲۰ اکتبر ۲۰۰۳   |
| ۱۱۵۶۱۰ | 2003 UE103   | ۲۰ اکتبر ۲۰۰۳   |
| ۱۱۵۶۱۱ | 2003 UG103   | ۲۰ اکتبر ۲۰۰۳   |
| ۱۱۵۶۱۲ | 2003 UK103   | ۲۰ اکتبر ۲۰۰۳   |
| ۱۱۵۶۱۳ | 2003 UW107   | ۱۹ اکتبر ۲۰۰۳   |
| ۱۱۵۶۱۴ | 2003 UZ111   | ۲۰ اکتبر ۲۰۰۳   |
| ۱۱۵۶۱۵ | 2003 UC112   | ۲۰ اکتبر ۲۰۰۳   |
| ۱۱۵۶۱۶ | 2003 UH112   | ۲۰ اکتبر ۲۰۰۳   |
| ۱۱۵۶۱۷ | 2003 UD113   | ۲۰ اکتبر ۲۰۰۳   |
| ۱۱۵۶۱۸ | 2003 UH114   | ۲۰ اکتبر ۲۰۰۳   |
| ۱۱۵۶۱۹ | 2003 UD115   | ۲۰ اکتبر ۲۰۰۳   |
| ۱۱۵۶۲۰ | 2003 US115   | ۲۰ اکتبر ۲۰۰۳   |
| ۱۱۵۶۲۱ | 2003 UX116   | ۲۱ اکتبر ۲۰۰۳   |
| ۱۱۵۶۲۲ | 2003 UC117   | ۲۱ اکتبر ۲۰۰۳   |
| ۱۱۵۶۲۳ | 2003 UE118   | ۱۷ اکتبر ۲۰۰۳   |
| ۱۱۵۶۲۴ | 2003 US119   | ۱۸ اکتبر ۲۰۰۳   |
| ۱۱۵۶۲۵ | 2003 UQ121   | ۱۹ اکتبر ۲۰۰۳   |
| ۱۱۵۶۲۶ | 2003 UU121   | ۱۹ اکتبر ۲۰۰۳   |
| ۱۱۵۶۲۷ | 2003 UW121   | ۱۹ اکتبر ۲۰۰۳   |
| ۱۱۵۶۲۸ | 2003 UX121   | ۱۹ اکتبر ۲۰۰۳   |
| ۱۱۵۶۲۹ | 2003 UH122   | ۱۹ اکتبر ۲۰۰۳   |
| ۱۱۵۶۳۰ | 2003 US122   | ۱۹ اکتبر ۲۰۰۳   |
| ۱۱۵۶۳۱ | 2003 UP123   | ۱۹ اکتبر ۲۰۰۳   |
| ۱۱۵۶۳۲ | 2003 UV124   | ۲۰ اکتبر ۲۰۰۳   |
| ۱۱۵۶۳۳ | 2003 UH125   | ۲۰ اکتبر ۲۰۰۳   |
| ۱۱۵۶۳۴ | 2003 UD126   | ۲۰ اکتبر ۲۰۰۳   |
| ۱۱۵۶۳۵ | 2003 UF126   | ۲۰ اکتبر ۲۰۰۳   |
| ۱۱۵۶۳۶ | 2003 UG126   | ۲۰ اکتبر ۲۰۰۳   |
| ۱۱۵۶۳۷ | 2003 UH126   | ۲۰ اکتبر ۲۰۰۳   |
| ۱۱۵۶۳۸ | 2003 UO126   | ۲۰ اکتبر ۲۰۰۳   |
| ۱۱۵۶۳۹ | 2003 UX129   | ۱۸ اکتبر ۲۰۰۳   |
| ۱۱۵۶۴۰ | 2003 UF130   | ۱۸ اکتبر ۲۰۰۳   |
| ۱۱۵۶۴۱ | 2003 UW130   | ۱۹ اکتبر ۲۰۰۳   |
| ۱۱۵۶۴۲ | 2003 UE131   | ۱۹ اکتبر ۲۰۰۳   |
| ۱۱۵۶۴۳ | 2003 UJ131   | ۱۹ اکتبر ۲۰۰۳   |
| ۱۱۵۶۴۴ | 2003 UO132   | ۱۹ اکتبر ۲۰۰۳   |
| ۱۱۵۶۴۵ | 2003 UP132   | ۱۹ اکتبر ۲۰۰۳   |
| ۱۱۵۶۴۶ | 2003 UC133   | ۱۹ اکتبر ۲۰۰۳   |
| ۱۱۵۶۴۷ | 2003 UF133   | ۲۰ اکتبر ۲۰۰۳   |
| ۱۱۵۶۴۸ | 2003 UY133   | ۲۰ اکتبر ۲۰۰۳   |
| ۱۱۵۶۴۹ | 2003 UK135   | ۲۱ اکتبر ۲۰۰۳   |
| ۱۱۵۶۵۰ | 2003 UU135   | ۲۱ اکتبر ۲۰۰۳   |
| ۱۱۵۶۵۱ | 2003 UV136   | ۲۱ اکتبر ۲۰۰۳   |
| ۱۱۵۶۵۲ | 2003 UA137   | ۲۱ اکتبر ۲۰۰۳   |
| ۱۱۵۶۵۳ | 2003 UK137   | ۲۱ اکتبر ۲۰۰۳   |
| ۱۱۵۶۵۴ | 2003 UQ137   | ۲۱ اکتبر ۲۰۰۳   |
| ۱۱۵۶۵۵ | 2003 US137   | ۲۱ اکتبر ۲۰۰۳   |
| ۱۱۵۶۵۶ | 2003 UT137   | ۲۱ اکتبر ۲۰۰۳   |
| ۱۱۵۶۵۷ | 2003 UW137   | ۲۱ اکتبر ۲۰۰۳   |
| ۱۱۵۶۵۸ | 2003 UT138   | ۱۶ اکتبر ۲۰۰۳   |
| ۱۱۵۶۵۹ | 2003 UP139   | ۱۶ اکتبر ۲۰۰۳   |
| ۱۱۵۶۶۰ | 2003 UQ139   | ۱۶ اکتبر ۲۰۰۳   |
| ۱۱۵۶۶۱ | 2003 UZ139   | ۱۶ اکتبر ۲۰۰۳   |
| ۱۱۵۶۶۲ | 2003 UB141   | ۱۷ اکتبر ۲۰۰۳   |
| ۱۱۵۶۶۳ | 2003 UK142   | ۱۸ اکتبر ۲۰۰۳   |
| ۱۱۵۶۶۴ | 2003 UL142   | ۱۸ اکتبر ۲۰۰۳   |
| ۱۱۵۶۶۵ | 2003 UN142   | ۱۸ اکتبر ۲۰۰۳   |
| ۱۱۵۶۶۶ | 2003 UK143   | ۱۸ اکتبر ۲۰۰۳   |
| ۱۱۵۶۶۷ | 2003 UO143   | ۱۸ اکتبر ۲۰۰۳   |
| ۱۱۵۶۶۸ | 2003 UQ143   | ۱۸ اکتبر ۲۰۰۳   |
| ۱۱۵۶۶۹ | 2003 UW143   | ۱۸ اکتبر ۲۰۰۳   |
| ۱۱۵۶۷۰ | 2003 UK144   | ۱۸ اکتبر ۲۰۰۳   |
| ۱۱۵۶۷۱ | 2003 UT144   | ۱۸ اکتبر ۲۰۰۳   |
| ۱۱۵۶۷۲ | 2003 UW144   | ۱۸ اکتبر ۲۰۰۳   |
| ۱۱۵۶۷۳ | 2003 UW145   | ۱۸ اکتبر ۲۰۰۳   |
| ۱۱۵۶۷۴ | 2003 UY145   | ۱۸ اکتبر ۲۰۰۳   |
| ۱۱۵۶۷۵ | 2003 UE146   | ۱۸ اکتبر ۲۰۰۳   |
| ۱۱۵۶۷۶ | 2003 UF146   | ۱۸ اکتبر ۲۰۰۳   |
| ۱۱۵۶۷۷ | 2003 UA147   | ۱۸ اکتبر ۲۰۰۳   |
| ۱۱۵۶۷۸ | 2003 UV148   | ۱۹ اکتبر ۲۰۰۳   |
| ۱۱۵۶۷۹ | 2003 UX148   | ۱۹ اکتبر ۲۰۰۳   |
| ۱۱۵۶۸۰ | 2003 UB149   | ۱۹ اکتبر ۲۰۰۳   |
| ۱۱۵۶۸۱ | 2003 UR149   | ۲۰ اکتبر ۲۰۰۳   |
| ۱۱۵۶۸۲ | 2003 UN150   | ۲۰ اکتبر ۲۰۰۳   |
| ۱۱۵۶۸۳ | 2003 UP150   | ۲۰ اکتبر ۲۰۰۳   |
| ۱۱۵۶۸۴ | 2003 UQ150   | ۲۰ اکتبر ۲۰۰۳   |
| ۱۱۵۶۸۵ | 2003 UX150   | ۲۱ اکتبر ۲۰۰۳   |
| ۱۱۵۶۸۶ | 2003 UU151   | ۲۱ اکتبر ۲۰۰۳   |
| ۱۱۵۶۸۷ | 2003 UM152   | ۲۱ اکتبر ۲۰۰۳   |
| ۱۱۵۶۸۸ | 2003 UA153   | ۲۱ اکتبر ۲۰۰۳   |
| ۱۱۵۶۸۹ | 2003 UG153   | ۲۱ اکتبر ۲۰۰۳   |
| ۱۱۵۶۹۰ | 2003 UG154   | ۲۰ اکتبر ۲۰۰۳   |
| ۱۱۵۶۹۱ | 2003 UH155   | ۲۰ اکتبر ۲۰۰۳   |
| ۱۱۵۶۹۲ | 2003 UV156   | ۲۰ اکتبر ۲۰۰۳   |
| ۱۱۵۶۹۳ | 2003 UF157   | ۲۰ اکتبر ۲۰۰۳   |
| ۱۱۵۶۹۴ | 2003 UT157   | ۲۰ اکتبر ۲۰۰۳   |
| ۱۱۵۶۹۵ | 2003 UM160   | ۲۱ اکتبر ۲۰۰۳   |
| ۱۱۵۶۹۶ | 2003 UJ162   | ۲۱ اکتبر ۲۰۰۳   |
| ۱۱۵۶۹۷ | 2003 UK162   | ۲۱ اکتبر ۲۰۰۳   |
| ۱۱۵۶۹۸ | 2003 UE163   | ۲۱ اکتبر ۲۰۰۳   |
| ۱۱۵۶۹۹ | 2003 UG163   | ۲۱ اکتبر ۲۰۰۳   |
| ۱۱۵۷۰۰ | 2003 UO163   | ۲۱ اکتبر ۲۰۰۳   |
| ۱۱۵۷۰۱ | 2003 UW163   | ۲۱ اکتبر ۲۰۰۳   |
| ۱۱۵۷۰۲ | 2003 UH164   | ۲۱ اکتبر ۲۰۰۳   |
| ۱۱۵۷۰۳ | 2003 UW164   | ۲۱ اکتبر ۲۰۰۳   |
| ۱۱۵۷۰۴ | 2003 US166   | ۲۱ اکتبر ۲۰۰۳   |
| ۱۱۵۷۰۵ | 2003 UU166   | ۲۱ اکتبر ۲۰۰۳   |
| ۱۱۵۷۰۶ | 2003 UG168   | ۲۲ اکتبر ۲۰۰۳   |
| ۱۱۵۷۰۷ | 2003 UW168   | ۲۲ اکتبر ۲۰۰۳   |
| ۱۱۵۷۰۸ | 2003 UA169   | ۲۲ اکتبر ۲۰۰۳   |
| ۱۱۵۷۰۹ | 2003 UR169   | ۲۲ اکتبر ۲۰۰۳   |
| ۱۱۵۷۱۰ | 2003 UY169   | ۲۲ اکتبر ۲۰۰۳   |
| ۱۱۵۷۱۱ | 2003 UR170   | ۲۲ اکتبر ۲۰۰۳   |
| ۱۱۵۷۱۲ | 2003 US172   | ۲۰ اکتبر ۲۰۰۳   |
| ۱۱۵۷۱۳ | 2003 UF173   | ۲۰ اکتبر ۲۰۰۳   |
| ۱۱۵۷۱۴ | 2003 UN173   | ۲۰ اکتبر ۲۰۰۳   |
| ۱۱۵۷۱۵ | 2003 UT173   | ۲۰ اکتبر ۲۰۰۳   |
| ۱۱۵۷۱۶ | 2003 UV173   | ۲۰ اکتبر ۲۰۰۳   |
| ۱۱۵۷۱۷ | 2003 UQ174   | ۲۱ اکتبر ۲۰۰۳   |
| ۱۱۵۷۱۸ | 2003 UQ175   | ۲۱ اکتبر ۲۰۰۳   |
| ۱۱۵۷۱۹ | 2003 UX175   | ۲۱ اکتبر ۲۰۰۳   |
| ۱۱۵۷۲۰ | 2003 UP176   | ۲۱ اکتبر ۲۰۰۳   |
| ۱۱۵۷۲۱ | 2003 UT176   | ۲۱ اکتبر ۲۰۰۳   |
| ۱۱۵۷۲۲ | 2003 UG177   | ۲۱ اکتبر ۲۰۰۳   |
| ۱۱۵۷۲۳ | 2003 UV179   | ۲۱ اکتبر ۲۰۰۳   |
| ۱۱۵۷۲۴ | 2003 UW179   | ۲۱ اکتبر ۲۰۰۳   |
| ۱۱۵۷۲۵ | 2003 US180   | ۲۱ اکتبر ۲۰۰۳   |
| ۱۱۵۷۲۶ | 2003 UY180   | ۲۱ اکتبر ۲۰۰۳   |
| ۱۱۵۷۲۷ | 2003 UD183   | ۲۱ اکتبر ۲۰۰۳   |
| ۱۱۵۷۲۸ | 2003 UQ183   | ۲۱ اکتبر ۲۰۰۳   |
| ۱۱۵۷۲۹ | 2003 UY183   | ۲۱ اکتبر ۲۰۰۳   |
| ۱۱۵۷۳۰ | 2003 UP184   | ۲۱ اکتبر ۲۰۰۳   |
| ۱۱۵۷۳۱ | 2003 UC185   | ۲۱ اکتبر ۲۰۰۳   |
| ۱۱۵۷۳۲ | 2003 UL185   | ۲۱ اکتبر ۲۰۰۳   |
| ۱۱۵۷۳۳ | 2003 UO185   | ۲۱ اکتبر ۲۰۰۳   |
| ۱۱۵۷۳۴ | 2003 UJ186   | ۲۲ اکتبر ۲۰۰۳   |
| ۱۱۵۷۳۵ | 2003 UN186   | ۲۲ اکتبر ۲۰۰۳   |
| ۱۱۵۷۳۶ | 2003 UB187   | ۲۲ اکتبر ۲۰۰۳   |
| ۱۱۵۷۳۷ | 2003 UU187   | ۲۲ اکتبر ۲۰۰۳   |
| ۱۱۵۷۳۸ | 2003 UZ187   | ۲۲ اکتبر ۲۰۰۳   |
| ۱۱۵۷۳۹ | 2003 UK188   | ۲۲ اکتبر ۲۰۰۳   |
| ۱۱۵۷۴۰ | 2003 UU188   | ۲۲ اکتبر ۲۰۰۳   |
| ۱۱۵۷۴۱ | 2003 UA189   | ۲۲ اکتبر ۲۰۰۳   |
| ۱۱۵۷۴۲ | 2003 UV189   | ۲۲ اکتبر ۲۰۰۳   |
| ۱۱۵۷۴۳ | 2003 UW189   | ۲۲ اکتبر ۲۰۰۳   |
| ۱۱۵۷۴۴ | 2003 US193   | ۲۰ اکتبر ۲۰۰۳   |
| ۱۱۵۷۴۵ | 2003 UU193   | ۲۰ اکتبر ۲۰۰۳   |
| ۱۱۵۷۴۶ | 2003 UW193   | ۲۰ اکتبر ۲۰۰۳   |
| ۱۱۵۷۴۷ | 2003 UB195   | ۲۰ اکتبر ۲۰۰۳   |
| ۱۱۵۷۴۸ | 2003 UO195   | ۲۰ اکتبر ۲۰۰۳   |
| ۱۱۵۷۴۹ | 2003 UC197   | ۲۱ اکتبر ۲۰۰۳   |
| ۱۱۵۷۵۰ | 2003 UU197   | ۲۱ اکتبر ۲۰۰۳   |
| ۱۱۵۷۵۱ | 2003 UR202   | ۲۱ اکتبر ۲۰۰۳   |
| ۱۱۵۷۵۲ | 2003 US202   | ۲۱ اکتبر ۲۰۰۳   |
| ۱۱۵۷۵۳ | 2003 UT202   | ۲۱ اکتبر ۲۰۰۳   |
| ۱۱۵۷۵۴ | 2003 UN204   | ۲۱ اکتبر ۲۰۰۳   |
| ۱۱۵۷۵۵ | 2003 UQ204   | ۲۱ اکتبر ۲۰۰۳   |
| ۱۱۵۷۵۶ | 2003 UM205   | ۲۲ اکتبر ۲۰۰۳   |
| ۱۱۵۷۵۷ | 2003 US205   | ۲۲ اکتبر ۲۰۰۳   |
| ۱۱۵۷۵۸ | 2003 UH206   | ۲۲ اکتبر ۲۰۰۳   |
| ۱۱۵۷۵۹ | 2003 UJ206   | ۲۲ اکتبر ۲۰۰۳   |
| ۱۱۵۷۶۰ | 2003 UK206   | ۲۲ اکتبر ۲۰۰۳   |
| ۱۱۵۷۶۱ | 2003 UN206   | ۲۲ اکتبر ۲۰۰۳   |
| ۱۱۵۷۶۲ | 2003 UQ206   | ۲۲ اکتبر ۲۰۰۳   |
| ۱۱۵۷۶۳ | 2003 UU206   | ۲۲ اکتبر ۲۰۰۳   |
| ۱۱۵۷۶۴ | 2003 UW206   | ۲۲ اکتبر ۲۰۰۳   |
| ۱۱۵۷۶۵ | 2003 UZ206   | ۲۲ اکتبر ۲۰۰۳   |
| ۱۱۵۷۶۶ | 2003 UG207   | ۲۲ اکتبر ۲۰۰۳   |
| ۱۱۵۷۶۷ | 2003 UL207   | ۲۲ اکتبر ۲۰۰۳   |
| ۱۱۵۷۶۸ | 2003 UQ207   | ۲۲ اکتبر ۲۰۰۳   |
| ۱۱۵۷۶۹ | 2003 UY207   | ۲۲ اکتبر ۲۰۰۳   |
| ۱۱۵۷۷۰ | 2003 US208   | ۲۲ اکتبر ۲۰۰۳   |
| ۱۱۵۷۷۱ | 2003 UW208   | ۲۲ اکتبر ۲۰۰۳   |
| ۱۱۵۷۷۲ | 2003 UY208   | ۲۳ اکتبر ۲۰۰۳   |
| ۱۱۵۷۷۳ | 2003 UH209   | ۲۳ اکتبر ۲۰۰۳   |
| ۱۱۵۷۷۴ | 2003 UG210   | ۲۳ اکتبر ۲۰۰۳   |
| ۱۱۵۷۷۵ | 2003 UQ210   | ۲۳ اکتبر ۲۰۰۳   |
| ۱۱۵۷۷۶ | 2003 UF212   | ۲۳ اکتبر ۲۰۰۳   |
| ۱۱۵۷۷۷ | 2003 UJ213   | ۲۳ اکتبر ۲۰۰۳   |
| ۱۱۵۷۷۸ | 2003 UP215   | ۲۱ اکتبر ۲۰۰۳   |
| ۱۱۵۷۷۹ | 2003 UO216   | ۲۱ اکتبر ۲۰۰۳   |
| ۱۱۵۷۸۰ | 2003 US216   | ۲۱ اکتبر ۲۰۰۳   |
| ۱۱۵۷۸۱ | 2003 UH217   | ۲۱ اکتبر ۲۰۰۳   |
| ۱۱۵۷۸۲ | 2003 UL217   | ۲۱ اکتبر ۲۰۰۳   |
| ۱۱۵۷۸۳ | 2003 UQ217   | ۲۱ اکتبر ۲۰۰۳   |
| ۱۱۵۷۸۴ | 2003 UJ218   | ۲۱ اکتبر ۲۰۰۳   |
| ۱۱۵۷۸۵ | 2003 UM218   | ۲۱ اکتبر ۲۰۰۳   |
| ۱۱۵۷۸۶ | 2003 UQ218   | ۲۱ اکتبر ۲۰۰۳   |
| ۱۱۵۷۸۷ | 2003 UV218   | ۲۱ اکتبر ۲۰۰۳   |
| ۱۱۵۷۸۸ | 2003 UR220   | ۲۱ اکتبر ۲۰۰۳   |
| ۱۱۵۷۸۹ | 2003 UN222   | ۲۲ اکتبر ۲۰۰۳   |
| ۱۱۵۷۹۰ | 2003 US222   | ۲۲ اکتبر ۲۰۰۳   |
| ۱۱۵۷۹۱ | 2003 UG223   | ۲۲ اکتبر ۲۰۰۳   |
| ۱۱۵۷۹۲ | 2003 UT223   | ۲۲ اکتبر ۲۰۰۳   |
| ۱۱۵۷۹۳ | 2003 UC226   | ۲۲ اکتبر ۲۰۰۳   |
| ۱۱۵۷۹۴ | 2003 UL227   | ۲۳ اکتبر ۲۰۰۳   |
| ۱۱۵۷۹۵ | 2003 UM227   | ۲۳ اکتبر ۲۰۰۳   |
| ۱۱۵۷۹۶ | 2003 UZ227   | ۲۳ اکتبر ۲۰۰۳   |
| ۱۱۵۷۹۷ | 2003 UA228   | ۲۳ اکتبر ۲۰۰۳   |
| ۱۱۵۷۹۸ | 2003 UA230   | ۲۳ اکتبر ۲۰۰۳   |
| ۱۱۵۷۹۹ | 2003 UX233   | ۲۴ اکتبر ۲۰۰۳   |
| ۱۱۵۸۰۰ | 2003 UQ235   | ۲۴ اکتبر ۲۰۰۳   |
| ۱۱۵۸۰۱ | Punahou      | ۲۳ اکتبر ۲۰۰۳   |
| ۱۱۵۸۰۲ | 2003 UX237   | ۲۳ اکتبر ۲۰۰۳   |
| ۱۱۵۸۰۳ | 2003 UY237   | ۲۳ اکتبر ۲۰۰۳   |
| ۱۱۵۸۰۴ | 2003 UE238   | ۲۳ اکتبر ۲۰۰۳   |
| ۱۱۵۸۰۵ | 2003 UG238   | ۲۳ اکتبر ۲۰۰۳   |
| ۱۱۵۸۰۶ | 2003 UH238   | ۲۳ اکتبر ۲۰۰۳   |
| ۱۱۵۸۰۷ | 2003 UJ238   | ۲۳ اکتبر ۲۰۰۳   |
| ۱۱۵۸۰۸ | 2003 UL238   | ۲۳ اکتبر ۲۰۰۳   |
| ۱۱۵۸۰۹ | 2003 UR239   | ۲۴ اکتبر ۲۰۰۳   |
| ۱۱۵۸۱۰ | 2003 UU239   | ۲۴ اکتبر ۲۰۰۳   |
| ۱۱۵۸۱۱ | 2003 UH240   | ۲۴ اکتبر ۲۰۰۳   |
| ۱۱۵۸۱۲ | 2003 UD243   | ۲۴ اکتبر ۲۰۰۳   |
| ۱۱۵۸۱۳ | 2003 US243   | ۲۴ اکتبر ۲۰۰۳   |
| ۱۱۵۸۱۴ | 2003 UZ243   | ۲۴ اکتبر ۲۰۰۳   |
| ۱۱۵۸۱۵ | 2003 UF244   | ۲۴ اکتبر ۲۰۰۳   |
| ۱۱۵۸۱۶ | 2003 UT245   | ۲۴ اکتبر ۲۰۰۳   |
| ۱۱۵۸۱۷ | 2003 UV245   | ۲۴ اکتبر ۲۰۰۳   |
| ۱۱۵۸۱۸ | 2003 UH246   | ۲۴ اکتبر ۲۰۰۳   |
| ۱۱۵۸۱۹ | 2003 UK246   | ۲۴ اکتبر ۲۰۰۳   |
| ۱۱۵۸۲۰ | 2003 UK250   | ۲۵ اکتبر ۲۰۰۳   |
| ۱۱۵۸۲۱ | 2003 UP251   | ۲۵ اکتبر ۲۰۰۳   |
| ۱۱۵۸۲۲ | 2003 UA252   | ۲۶ اکتبر ۲۰۰۳   |
| ۱۱۵۸۲۳ | 2003 UF252   | ۲۶ اکتبر ۲۰۰۳   |
| ۱۱۵۸۲۴ | 2003 UH252   | ۲۶ اکتبر ۲۰۰۳   |
| ۱۱۵۸۲۵ | 2003 US252   | ۲۶ اکتبر ۲۰۰۳   |
| ۱۱۵۸۲۶ | 2003 UT252   | ۲۶ اکتبر ۲۰۰۳   |
| ۱۱۵۸۲۷ | 2003 UW252   | ۲۶ اکتبر ۲۰۰۳   |
| ۱۱۵۸۲۸ | 2003 UR253   | ۲۲ اکتبر ۲۰۰۳   |
| ۱۱۵۸۲۹ | 2003 UU253   | ۲۲ اکتبر ۲۰۰۳   |
| ۱۱۵۸۳۰ | 2003 UO255   | ۲۵ اکتبر ۲۰۰۳   |
| ۱۱۵۸۳۱ | 2003 UX258   | ۲۵ اکتبر ۲۰۰۳   |
| ۱۱۵۸۳۲ | 2003 UA259   | ۲۵ اکتبر ۲۰۰۳   |
| ۱۱۵۸۳۳ | 2003 UB259   | ۲۵ اکتبر ۲۰۰۳   |
| ۱۱۵۸۳۴ | 2003 UP259   | ۲۵ اکتبر ۲۰۰۳   |
| ۱۱۵۸۳۵ | 2003 UD260   | ۲۵ اکتبر ۲۰۰۳   |
| ۱۱۵۸۳۶ | 2003 UJ260   | ۲۵ اکتبر ۲۰۰۳   |
| ۱۱۵۸۳۷ | 2003 US260   | ۲۵ اکتبر ۲۰۰۳   |
| ۱۱۵۸۳۸ | 2003 UX260   | ۲۶ اکتبر ۲۰۰۳   |
| ۱۱۵۸۳۹ | 2003 UD262   | ۲۶ اکتبر ۲۰۰۳   |
| ۱۱۵۸۴۰ | 2003 UJ262   | ۲۶ اکتبر ۲۰۰۳   |
| ۱۱۵۸۴۱ | 2003 UL262   | ۲۶ اکتبر ۲۰۰۳   |
| ۱۱۵۸۴۲ | 2003 UP262   | ۲۶ اکتبر ۲۰۰۳   |
| ۱۱۵۸۴۳ | 2003 UN264   | ۲۷ اکتبر ۲۰۰۳   |
| ۱۱۵۸۴۴ | 2003 UU264   | ۲۷ اکتبر ۲۰۰۳   |
| ۱۱۵۸۴۵ | 2003 UY264   | ۲۷ اکتبر ۲۰۰۳   |
| ۱۱۵۸۴۶ | 2003 UA265   | ۲۷ اکتبر ۲۰۰۳   |
| ۱۱۵۸۴۷ | 2003 UF265   | ۲۷ اکتبر ۲۰۰۳   |
| ۱۱۵۸۴۸ | 2003 UL266   | ۲۸ اکتبر ۲۰۰۳   |
| ۱۱۵۸۴۹ | 2003 UD267   | ۲۸ اکتبر ۲۰۰۳   |
| ۱۱۵۸۵۰ | 2003 UN268   | ۲۸ اکتبر ۲۰۰۳   |
| ۱۱۵۸۵۱ | 2003 UT269   | ۲۹ اکتبر ۲۰۰۳   |
| ۱۱۵۸۵۲ | 2003 UX269   | ۲۴ اکتبر ۲۰۰۳   |
| ۱۱۵۸۵۳ | 2003 UK271   | ۱۷ اکتبر ۲۰۰۳   |
| ۱۱۵۸۵۴ | 2003 UT272   | ۲۹ اکتبر ۲۰۰۳   |
| ۱۱۵۸۵۵ | 2003 UX272   | ۲۹ اکتبر ۲۰۰۳   |
| ۱۱۵۸۵۶ | 2003 UY272   | ۲۹ اکتبر ۲۰۰۳   |
| ۱۱۵۸۵۷ | 2003 UA273   | ۲۹ اکتبر ۲۰۰۳   |
| ۱۱۵۸۵۸ | 2003 UE273   | ۲۹ اکتبر ۲۰۰۳   |
| ۱۱۵۸۵۹ | 2003 UG273   | ۲۹ اکتبر ۲۰۰۳   |
| ۱۱۵۸۶۰ | 2003 UT273   | ۲۹ اکتبر ۲۰۰۳   |
| ۱۱۵۸۶۱ | 2003 UE274   | ۲۹ اکتبر ۲۰۰۳   |
| ۱۱۵۸۶۲ | 2003 UK274   | ۳۰ اکتبر ۲۰۰۳   |
| ۱۱۵۸۶۳ | 2003 UL274   | ۳۰ اکتبر ۲۰۰۳   |
| ۱۱۵۸۶۴ | 2003 US274   | ۳۰ اکتبر ۲۰۰۳   |
| ۱۱۵۸۶۵ | 2003 UY274   | ۲۹ اکتبر ۲۰۰۳   |
| ۱۱۵۸۶۶ | 2003 UH275   | ۲۹ اکتبر ۲۰۰۳   |
| ۱۱۵۸۶۷ | 2003 UQ278   | ۲۵ اکتبر ۲۰۰۳   |
| ۱۱۵۸۶۸ | 2003 UT278   | ۲۵ اکتبر ۲۰۰۳   |
| ۱۱۵۸۶۹ | 2003 UW278   | ۲۵ اکتبر ۲۰۰۳   |
| ۱۱۵۸۷۰ | 2003 UZ278   | ۲۶ اکتبر ۲۰۰۳   |
| ۱۱۵۸۷۱ | 2003 UA279   | ۲۶ اکتبر ۲۰۰۳   |
| ۱۱۵۸۷۲ | 2003 UC280   | ۲۷ اکتبر ۲۰۰۳   |
| ۱۱۵۸۷۳ | 2003 UT280   | ۲۸ اکتبر ۲۰۰۳   |
| ۱۱۵۸۷۴ | 2003 UZ280   | ۲۸ اکتبر ۲۰۰۳   |
| ۱۱۵۸۷۵ | 2003 UA281   | ۲۸ اکتبر ۲۰۰۳   |
| ۱۱۵۸۷۶ | 2003 UK282   | ۲۹ اکتبر ۲۰۰۳   |
| ۱۱۵۸۷۷ | 2003 UO282   | ۲۹ اکتبر ۲۰۰۳   |
| ۱۱۵۸۷۸ | 2003 UR282   | ۲۹ اکتبر ۲۰۰۳   |
| ۱۱۵۸۷۹ | 2003 UV282   | ۲۹ اکتبر ۲۰۰۳   |
| ۱۱۵۸۸۰ | 2003 UP283   | ۳۰ اکتبر ۲۰۰۳   |
| ۱۱۵۸۸۱ | 2003 UQ284   | ۲۹ اکتبر ۲۰۰۳   |
| ۱۱۵۸۸۲ | 2003 UM293   | ۱۸ اکتبر ۲۰۰۳   |
| ۱۱۵۸۸۳ | 2003 UX299   | ۱۶ اکتبر ۲۰۰۳   |
| ۱۱۵۸۸۴ | 2003 UD309   | ۱۹ اکتبر ۲۰۰۳   |
| ۱۱۵۸۸۵ | Ganz         | ۶ نوامبر ۲۰۰۳   |
| ۱۱۵۸۸۶ | 2003 VQ1     | ۲ نوامبر ۲۰۰۳   |
| ۱۱۵۸۸۷ | 2003 VT1     | ۱ نوامبر ۲۰۰۳   |
| ۱۱۵۸۸۸ | 2003 VU1     | ۱ نوامبر ۲۰۰۳   |
| ۱۱۵۸۸۹ | 2003 VC2     | ۳ نوامبر ۲۰۰۳   |
| ۱۱۵۸۹۰ | 2003 VE2     | ۳ نوامبر ۲۰۰۳   |
| ۱۱۵۸۹۱ | Scottmichael | ۱۴ نوامبر ۲۰۰۳  |
| ۱۱۵۸۹۲ | 2003 VR3     | ۱۵ نوامبر ۲۰۰۳  |
| ۱۱۵۸۹۳ | 2003 VA4     | ۱۴ نوامبر ۲۰۰۳  |
| ۱۱۵۸۹۴ | 2003 VD4     | ۱۴ نوامبر ۲۰۰۳  |
| ۱۱۵۸۹۵ | 2003 VE6     | ۱۴ نوامبر ۲۰۰۳  |
| ۱۱۵۸۹۶ | 2003 VF6     | ۱۴ نوامبر ۲۰۰۳  |
| ۱۱۵۸۹۷ | 2003 VF8     | ۱۴ نوامبر ۲۰۰۳  |
| ۱۱۵۸۹۸ | 2003 VO9     | ۱۵ نوامبر ۲۰۰۳  |
| ۱۱۵۸۹۹ | 2003 VR9     | ۱۵ نوامبر ۲۰۰۳  |
| ۱۱۵۹۰۰ | 2003 VZ9     | ۴ نوامبر ۲۰۰۳   |
| ۱۱۵۹۰۱ | 2003 VK10    | ۱۵ نوامبر ۲۰۰۳  |
| ۱۱۵۹۰۲ | 2003 VU11    | ۳ نوامبر ۲۰۰۳   |
| ۱۱۵۹۰۳ | 2003 VZ11    | ۳ نوامبر ۲۰۰۳   |
| ۱۱۵۹۰۳ | 2003 WC      | ۱۶ نوامبر ۲۰۰۳  |
| ۱۱۵۹۰۳ | 2003 WT      | ۱۶ نوامبر ۲۰۰۳  |
| ۱۱۵۹۰۶ | 2003 WB1     | ۱۶ نوامبر ۲۰۰۳  |
| ۱۱۵۹۰۷ | 2003 WP1     | ۱۶ نوامبر ۲۰۰۳  |
| ۱۱۵۹۰۸ | 2003 WZ1     | ۱۶ نوامبر ۲۰۰۳  |
| ۱۱۵۹۰۹ | 2003 WF3     | ۱۶ نوامبر ۲۰۰۳  |
| ۱۱۵۹۱۰ | 2003 WV3     | ۱۶ نوامبر ۲۰۰۳  |
| ۱۱۵۹۱۱ | 2003 WB4     | ۱۶ نوامبر ۲۰۰۳  |
| ۱۱۵۹۱۲ | 2003 WK5     | ۱۸ نوامبر ۲۰۰۳  |
| ۱۱۵۹۱۳ | 2003 WS5     | ۱۸ نوامبر ۲۰۰۳  |
| ۱۱۵۹۱۴ | 2003 WE6     | ۱۸ نوامبر ۲۰۰۳  |
| ۱۱۵۹۱۵ | 2003 WT6     | ۱۸ نوامبر ۲۰۰۳  |
| ۱۱۵۹۱۶ | 2003 WB8     | ۱۸ نوامبر ۲۰۰۳  |
| ۱۱۵۹۱۷ | 2003 WE8     | ۱۶ نوامبر ۲۰۰۳  |
| ۱۱۵۹۱۸ | 2003 WG9     | ۱۸ نوامبر ۲۰۰۳  |
| ۱۱۵۹۱۹ | 2003 WS10    | ۱۸ نوامبر ۲۰۰۳  |
| ۱۱۵۹۲۰ | 2003 WO11    | ۱۸ نوامبر ۲۰۰۳  |
| ۱۱۵۹۲۱ | 2003 WQ11    | ۱۸ نوامبر ۲۰۰۳  |
| ۱۱۵۹۲۲ | 2003 WR11    | ۱۸ نوامبر ۲۰۰۳  |
| ۱۱۵۹۲۳ | 2003 WS11    | ۱۸ نوامبر ۲۰۰۳  |
| ۱۱۵۹۲۴ | 2003 WH12    | ۱۸ نوامبر ۲۰۰۳  |
| ۱۱۵۹۲۵ | 2003 WZ14    | ۱۶ نوامبر ۲۰۰۳  |
| ۱۱۵۹۲۶ | 2003 WJ17    | ۱۸ نوامبر ۲۰۰۳  |
| ۱۱۵۹۲۷ | 2003 WQ17    | ۱۸ نوامبر ۲۰۰۳  |
| ۱۱۵۹۲۸ | 2003 WB19    | ۱۹ نوامبر ۲۰۰۳  |
| ۱۱۵۹۲۹ | 2003 WU20    | ۱۹ نوامبر ۲۰۰۳  |
| ۱۱۵۹۳۰ | 2003 WH22    | ۱۹ نوامبر ۲۰۰۳  |
| ۱۱۵۹۳۱ | 2003 WJ22    | ۱۹ نوامبر ۲۰۰۳  |
| ۱۱۵۹۳۲ | 2003 WF23    | ۱۸ نوامبر ۲۰۰۳  |
| ۱۱۵۹۳۳ | 2003 WP23    | ۱۸ نوامبر ۲۰۰۳  |
| ۱۱۵۹۳۴ | 2003 WJ24    | ۱۹ نوامبر ۲۰۰۳  |
| ۱۱۵۹۳۵ | 2003 WF25    | ۱۸ نوامبر ۲۰۰۳  |
| ۱۱۵۹۳۶ | 2003 WF26    | ۱۸ نوامبر ۲۰۰۳  |
| ۱۱۵۹۳۷ | 2003 WG26    | ۱۸ نوامبر ۲۰۰۳  |
| ۱۱۵۹۳۸ | 2003 WV28    | ۱۸ نوامبر ۲۰۰۳  |
| ۱۱۵۹۳۹ | 2003 WC29    | ۱۸ نوامبر ۲۰۰۳  |
| ۱۱۵۹۴۰ | 2003 WD29    | ۱۸ نوامبر ۲۰۰۳  |
| ۱۱۵۹۴۱ | 2003 WE29    | ۱۸ نوامبر ۲۰۰۳  |
| ۱۱۵۹۴۲ | 2003 WR29    | ۱۸ نوامبر ۲۰۰۳  |
| ۱۱۵۹۴۳ | 2003 WC30    | ۱۸ نوامبر ۲۰۰۳  |
| ۱۱۵۹۴۴ | 2003 WD30    | ۱۸ نوامبر ۲۰۰۳  |
| ۱۱۵۹۴۵ | 2003 WE30    | ۱۸ نوامبر ۲۰۰۳  |
| ۱۱۵۹۴۶ | 2003 WU30    | ۱۸ نوامبر ۲۰۰۳  |
| ۱۱۵۹۴۷ | 2003 WJ32    | ۱۸ نوامبر ۲۰۰۳  |
| ۱۱۵۹۴۸ | 2003 WQ32    | ۱۸ نوامبر ۲۰۰۳  |
| ۱۱۵۹۴۹ | 2003 WL33    | ۱۸ نوامبر ۲۰۰۳  |
| ۱۱۵۹۵۰ | Kocherpeter  | ۱۸ نوامبر ۲۰۰۳  |
| ۱۱۵۹۵۱ | 2003 WD34    | ۱۹ نوامبر ۲۰۰۳  |
| ۱۱۵۹۵۲ | 2003 WG34    | ۱۹ نوامبر ۲۰۰۳  |
| ۱۱۵۹۵۳ | 2003 WJ35    | ۱۹ نوامبر ۲۰۰۳  |
| ۱۱۵۹۵۴ | 2003 WD40    | ۱۹ نوامبر ۲۰۰۳  |
| ۱۱۵۹۵۵ | 2003 WJ40    | ۱۹ نوامبر ۲۰۰۳  |
| ۱۱۵۹۵۶ | 2003 WK40    | ۱۹ نوامبر ۲۰۰۳  |
| ۱۱۵۹۵۷ | 2003 WS40    | ۱۹ نوامبر ۲۰۰۳  |
| ۱۱۵۹۵۸ | 2003 WD41    | ۱۹ نوامبر ۲۰۰۳  |
| ۱۱۵۹۵۹ | 2003 WJ41    | ۱۹ نوامبر ۲۰۰۳  |
| ۱۱۵۹۶۰ | 2003 WK41    | ۱۹ نوامبر ۲۰۰۳  |
| ۱۱۵۹۶۱ | 2003 WM41    | ۱۹ نوامبر ۲۰۰۳  |
| ۱۱۵۹۶۲ | 2003 WN41    | ۱۹ نوامبر ۲۰۰۳  |
| ۱۱۵۹۶۳ | 2003 WO41    | ۱۹ نوامبر ۲۰۰۳  |
| ۱۱۵۹۶۴ | 2003 WH42    | ۲۱ نوامبر ۲۰۰۳  |
| ۱۱۵۹۶۵ | 2003 WY43    | ۱۹ نوامبر ۲۰۰۳  |
| ۱۱۵۹۶۶ | 2003 WH44    | ۱۹ نوامبر ۲۰۰۳  |
| ۱۱۵۹۶۷ | 2003 WQ44    | ۱۹ نوامبر ۲۰۰۳  |
| ۱۱۵۹۶۸ | 2003 WT44    | ۱۹ نوامبر ۲۰۰۳  |
| ۱۱۵۹۶۹ | 2003 WA45    | ۱۹ نوامبر ۲۰۰۳  |
| ۱۱۵۹۷۰ | 2003 WQ45    | ۱۹ نوامبر ۲۰۰۳  |
| ۱۱۵۹۷۱ | 2003 WR45    | ۱۹ نوامبر ۲۰۰۳  |
| ۱۱۵۹۷۲ | 2003 WK46    | ۱۸ نوامبر ۲۰۰۳  |
| ۱۱۵۹۷۳ | 2003 WM49    | ۱۹ نوامبر ۲۰۰۳  |
| ۱۱۵۹۷۴ | 2003 WS54    | ۲۰ نوامبر ۲۰۰۳  |
| ۱۱۵۹۷۵ | 2003 WJ55    | ۲۰ نوامبر ۲۰۰۳  |
| ۱۱۵۹۷۶ | 2003 WQ55    | ۲۰ نوامبر ۲۰۰۳  |
| ۱۱۵۹۷۷ | 2003 WC56    | ۲۰ نوامبر ۲۰۰۳  |
| ۱۱۵۹۷۸ | 2003 WQ56    | ۲۱ نوامبر ۲۰۰۳  |
| ۱۱۵۹۷۹ | 2003 WX56    | ۱۸ نوامبر ۲۰۰۳  |
| ۱۱۵۹۸۰ | 2003 WH58    | ۱۸ نوامبر ۲۰۰۳  |
| ۱۱۵۹۸۱ | 2003 WT58    | ۱۸ نوامبر ۲۰۰۳  |
| ۱۱۵۹۸۲ | 2003 WE59    | ۱۸ نوامبر ۲۰۰۳  |
| ۱۱۵۹۸۳ | 2003 WJ59    | ۱۸ نوامبر ۲۰۰۳  |
| ۱۱۵۹۸۴ | 2003 WZ60    | ۱۹ نوامبر ۲۰۰۳  |
| ۱۱۵۹۸۵ | 2003 WE61    | ۱۹ نوامبر ۲۰۰۳  |
| ۱۱۵۹۸۶ | 2003 WT61    | ۱۹ نوامبر ۲۰۰۳  |
| ۱۱۵۹۸۷ | 2003 WA62    | ۱۹ نوامبر ۲۰۰۳  |
| ۱۱۵۹۸۸ | 2003 WQ62    | ۱۹ نوامبر ۲۰۰۳  |
| ۱۱۵۹۸۹ | 2003 WD63    | ۱۹ نوامبر ۲۰۰۳  |
| ۱۱۵۹۹۰ | 2003 WF64    | ۱۹ نوامبر ۲۰۰۳  |
| ۱۱۵۹۹۱ | 2003 WH64    | ۱۹ نوامبر ۲۰۰۳  |
| ۱۱۵۹۹۲ | 2003 WV65    | ۱۹ نوامبر ۲۰۰۳  |
| ۱۱۵۹۹۳ | 2003 WF67    | ۱۹ نوامبر ۲۰۰۳  |
| ۱۱۵۹۹۴ | 2003 WP68    | ۱۹ نوامبر ۲۰۰۳  |
| ۱۱۵۹۹۵ | 2003 WT69    | ۱۹ نوامبر ۲۰۰۳  |
| ۱۱۵۹۹۶ | 2003 WZ70    | ۲۰ نوامبر ۲۰۰۳  |
| ۱۱۵۹۹۷ | 2003 WP72    | ۲۰ نوامبر ۲۰۰۳  |
| ۱۱۵۹۹۸ | 2003 WS72    | ۲۰ نوامبر ۲۰۰۳  |
| ۱۱۵۹۹۹ | 2003 WD73    | ۲۰ نوامبر ۲۰۰۳  |
| ۱۱۶۰۰۰ | 2003 WK73    | ۲۰ نوامبر ۲۰۰۳  |